# Biserica de lemn din Isverna

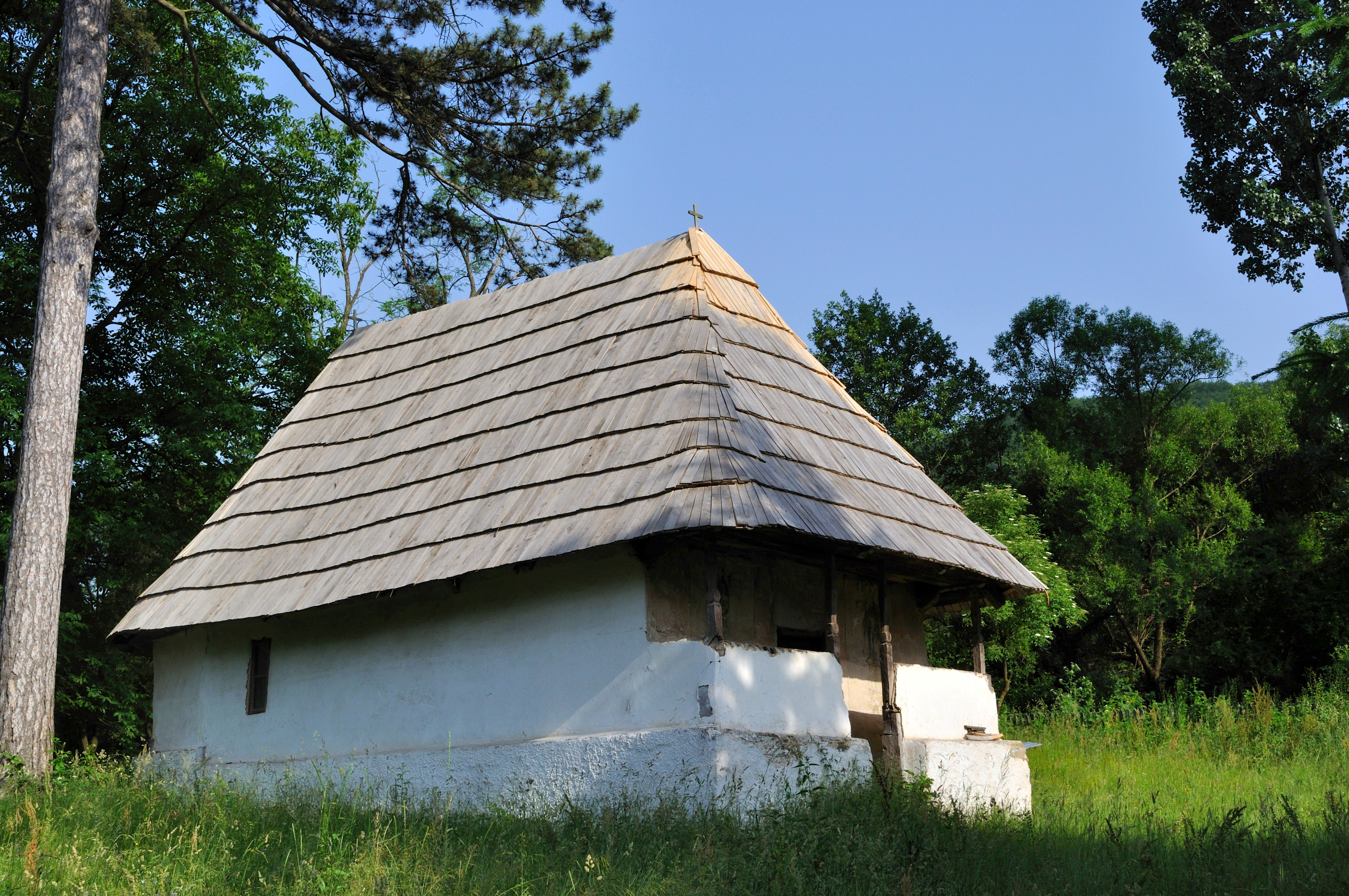
Biserica de lemn „Sfinţii Voievozi” din Isverna, foto: iunie 2010.

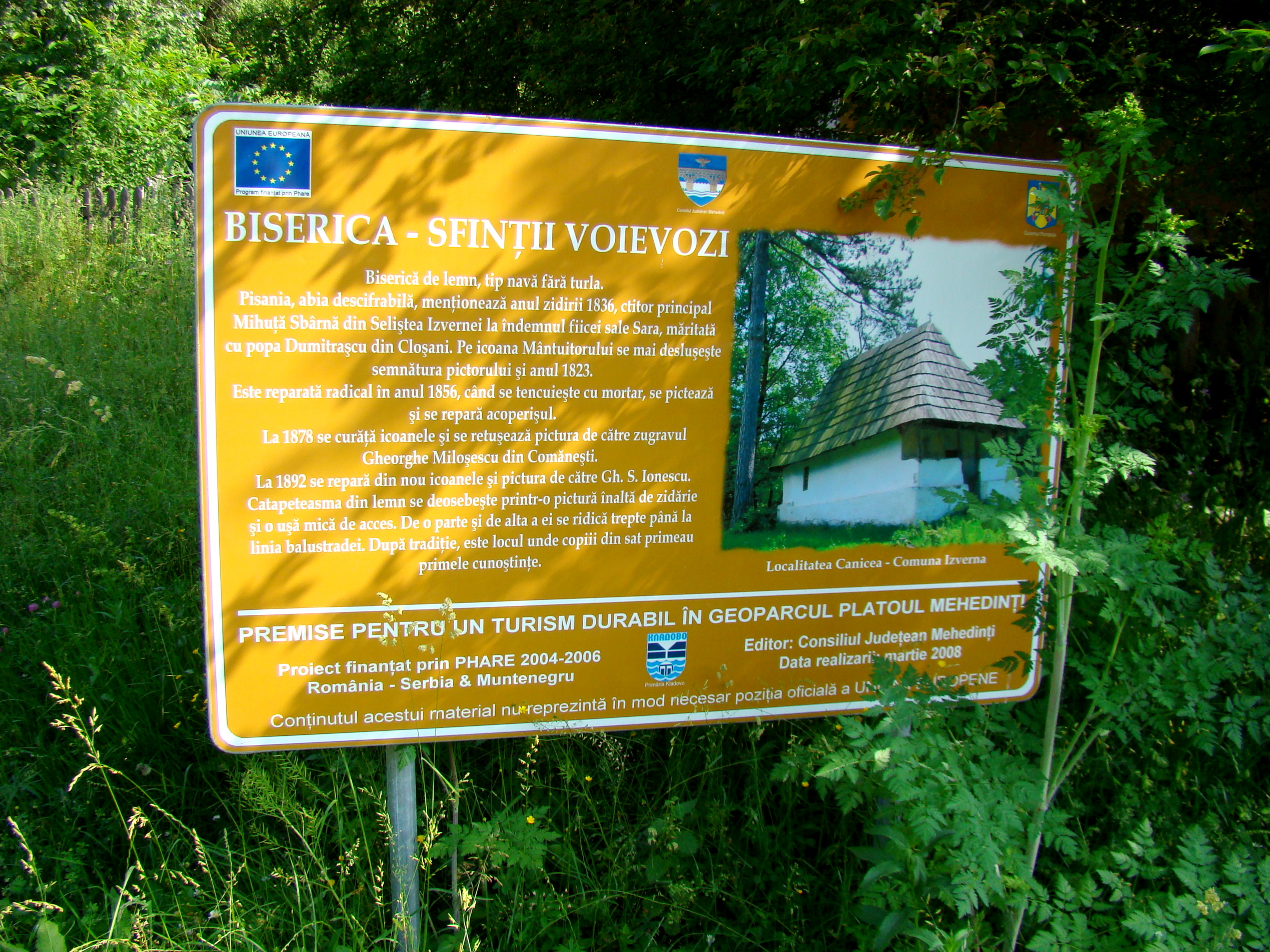

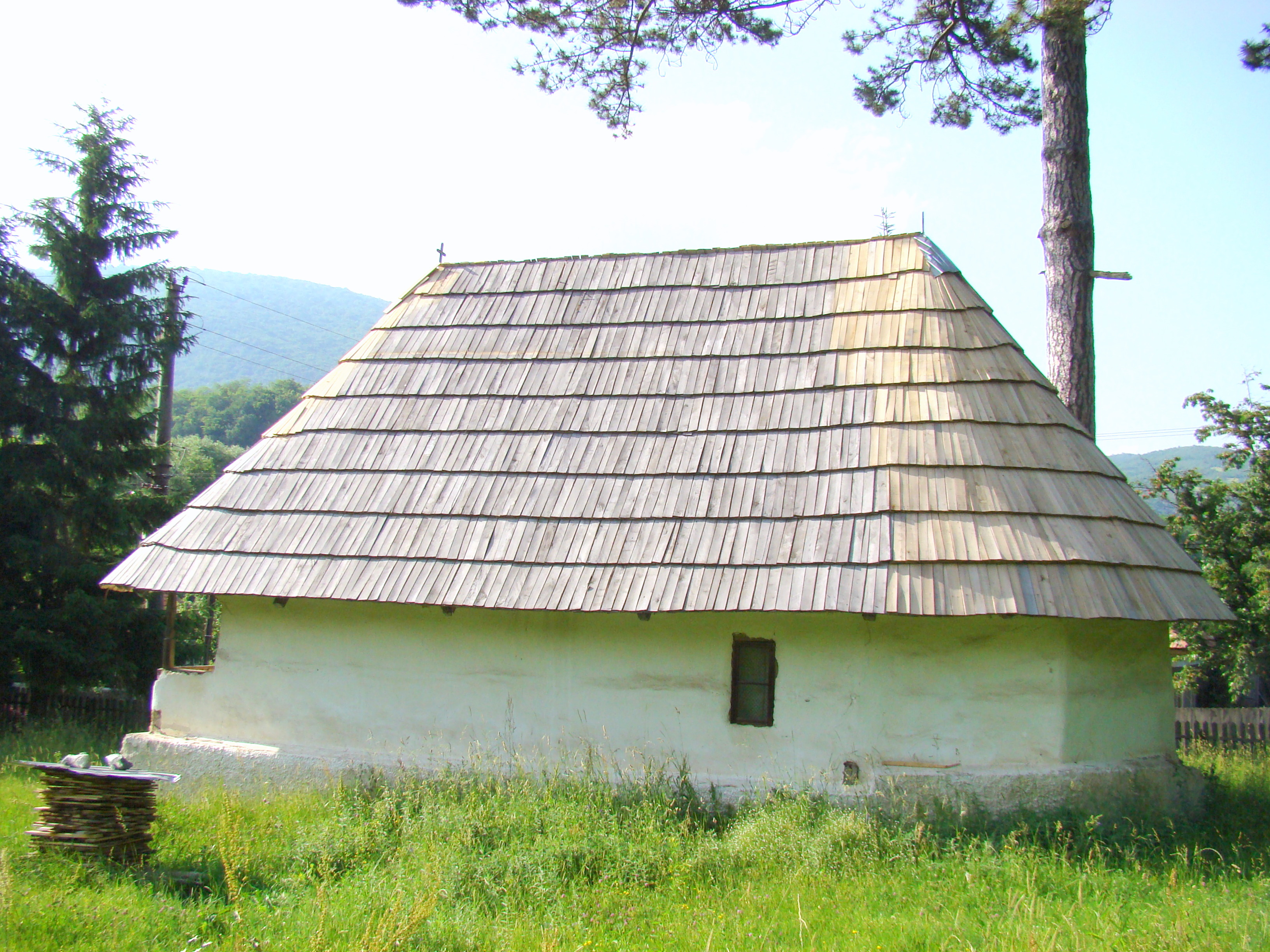
Biserica (sud)

Biserica de lemn din Isverna, județul Mehedinți, a fost construită în jur de 1783, refăcută în 1823. Are hramul „Sfinții Voievozi”. Biserica se află pe noua listă a monumentelor istorice sub codul LMI:  MH-II-m-B-10349.

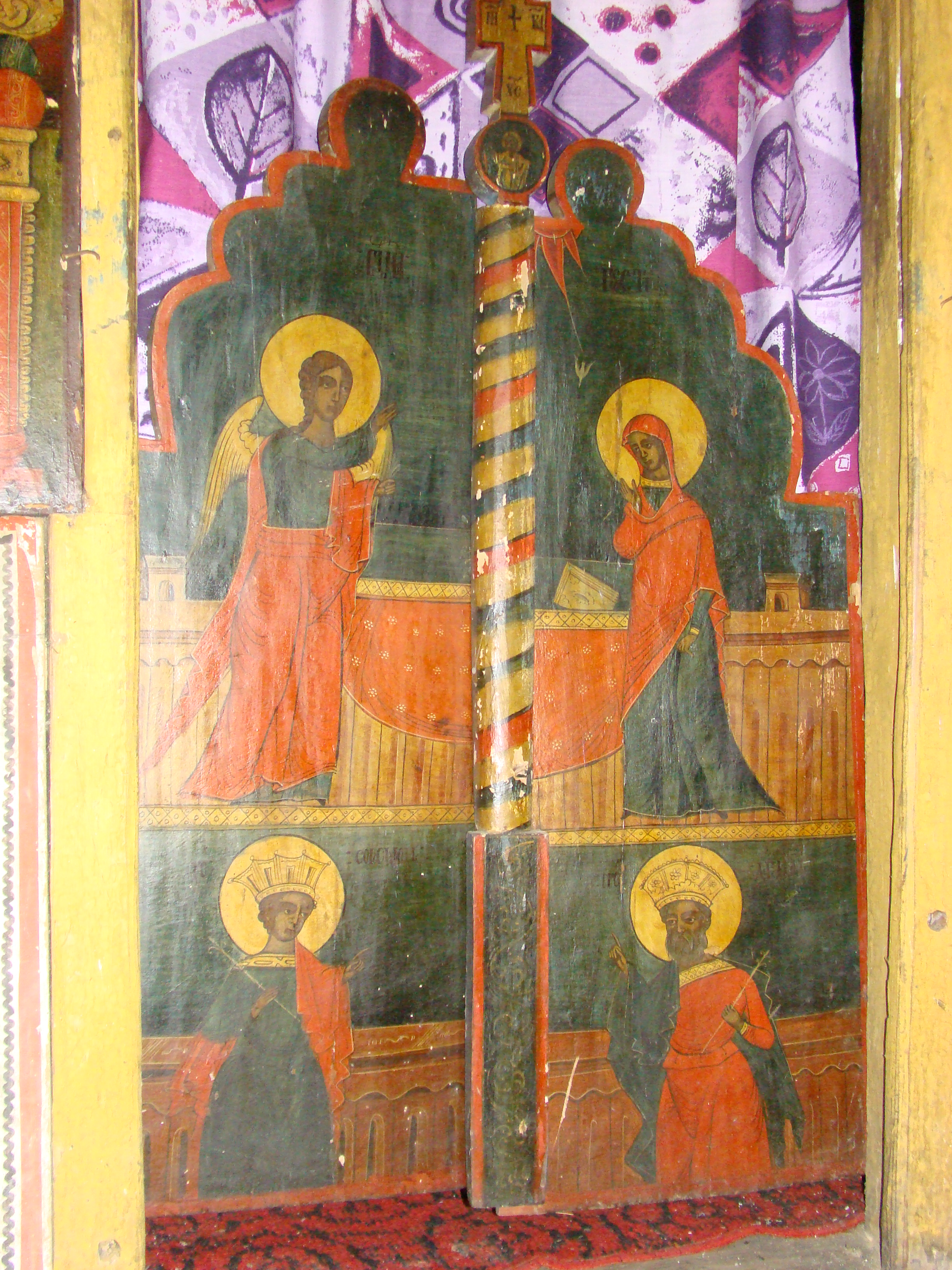
Uşile împărăteşti

## Istoric și trăsături
Biserica de lemn din Canicea (Isverna) este de tip navă, fără turlă. Pisania, abia descifrabilă, menționează anul zidirii 1836, ctitor principal Mihuță Sbârnă din Seliștea Izvernei, la îndemnul fiicei sale Sara, măritată cu popa Dumitrașcu din Cloșani. Pe icoana Mântuitorului se mai deslușește semnătura pictorului și anul 1823. Este reparată radical în anul 1856, când se tencuiește cu mortar, se pictează și se repară acoperișul. La 1878 se curăță icoanele și se retușează pictura de către zugravul Gheorghe Miloșescu din Comănești. La 1892 se repară din nou icoanele și pictura de către Gh.S.Ionescu. Catapeteasma din lemn se deosebește printr-o pictură înaltă de zidărie și o ușă mică de acces. De o parte și de alta a ei se ridică trepte până la linia balustradei.

## Imagini

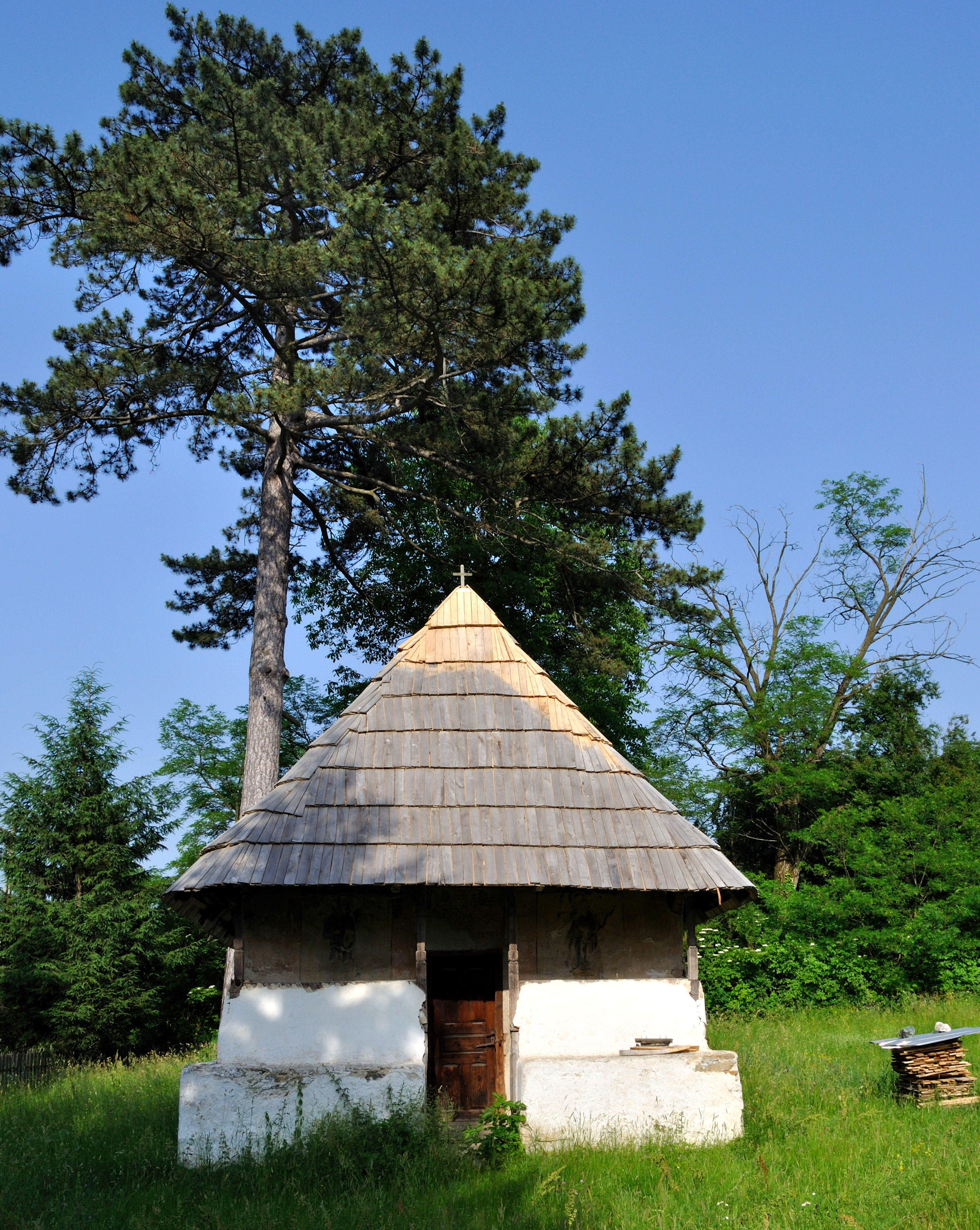
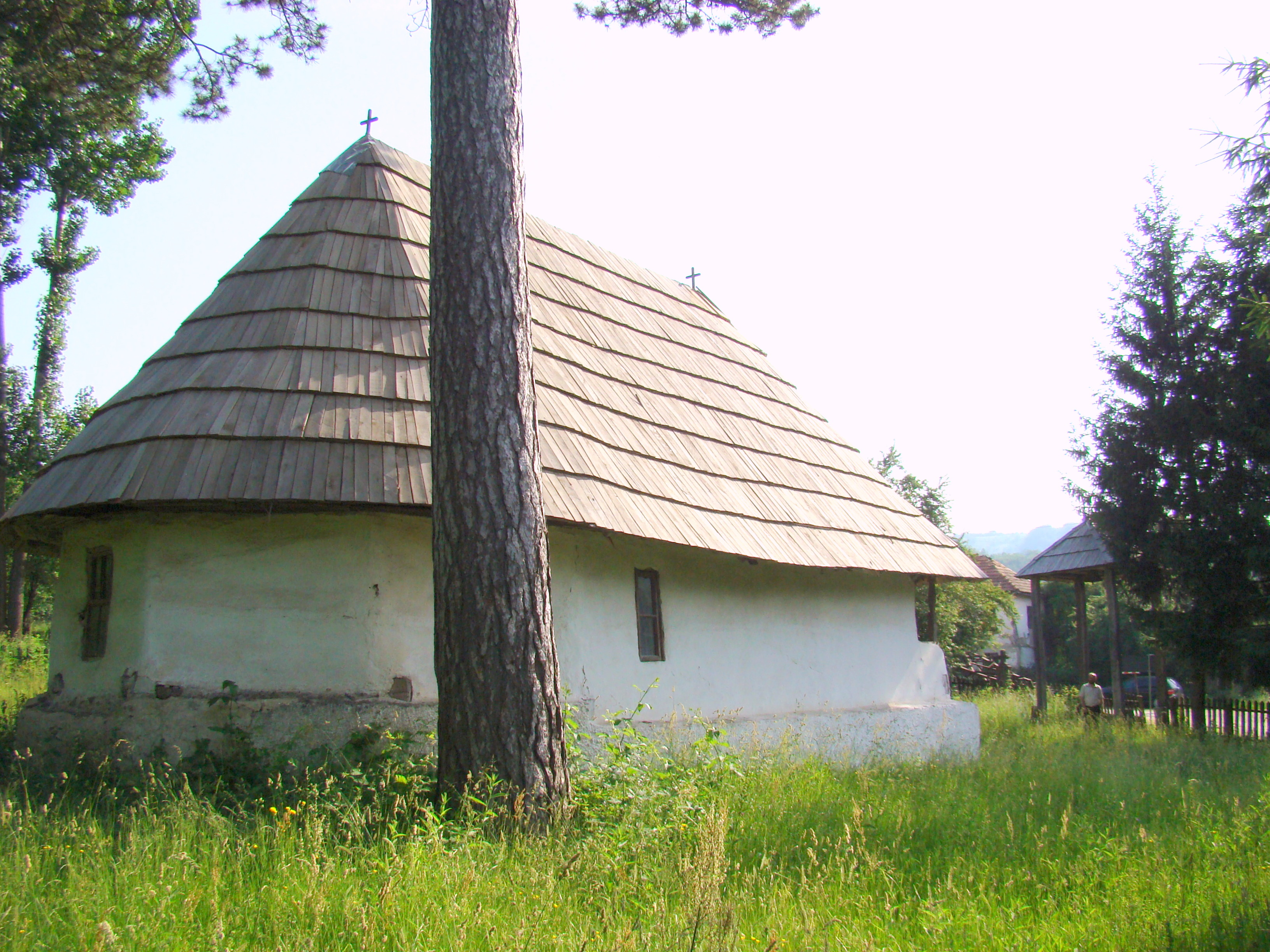
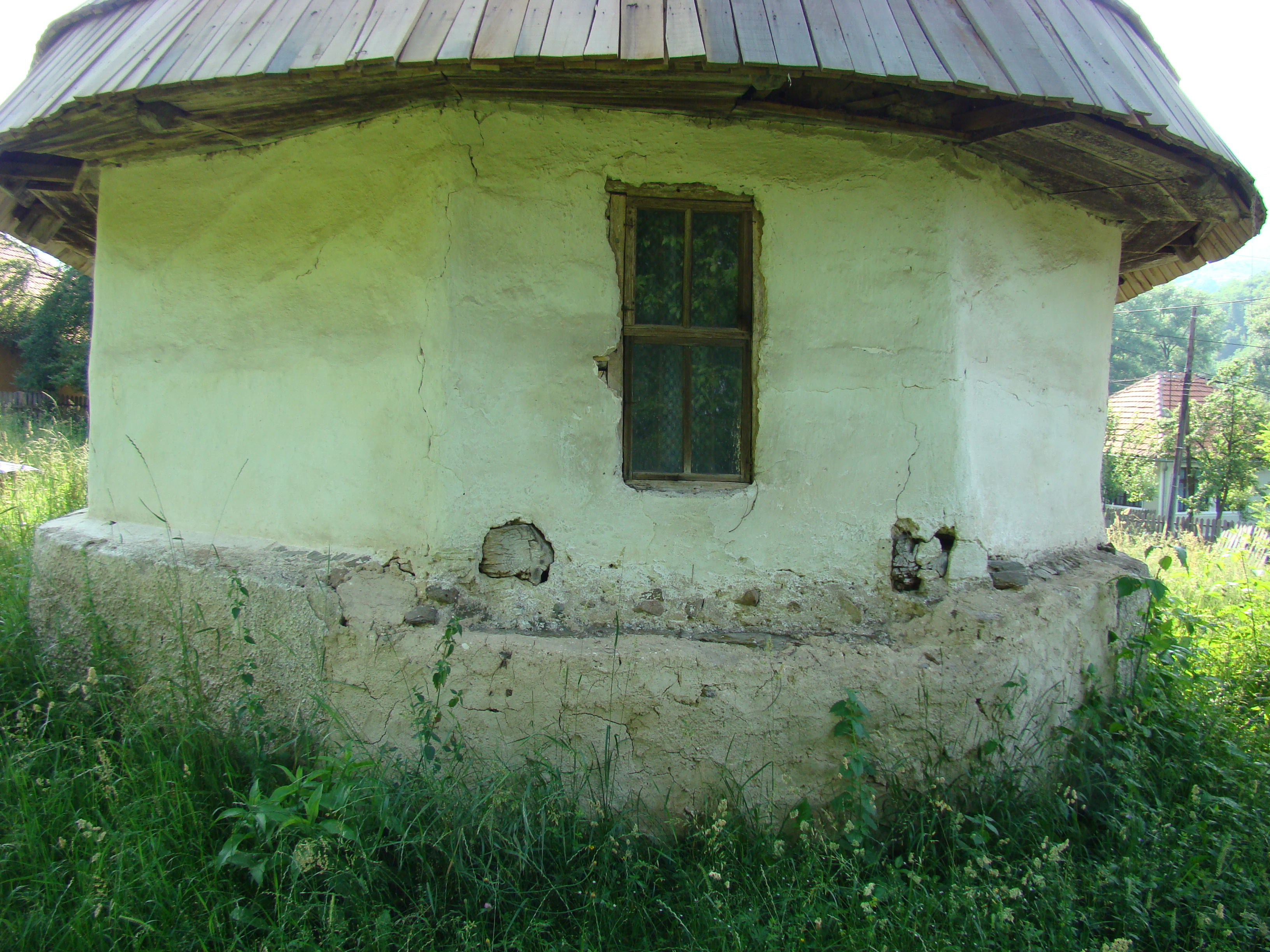
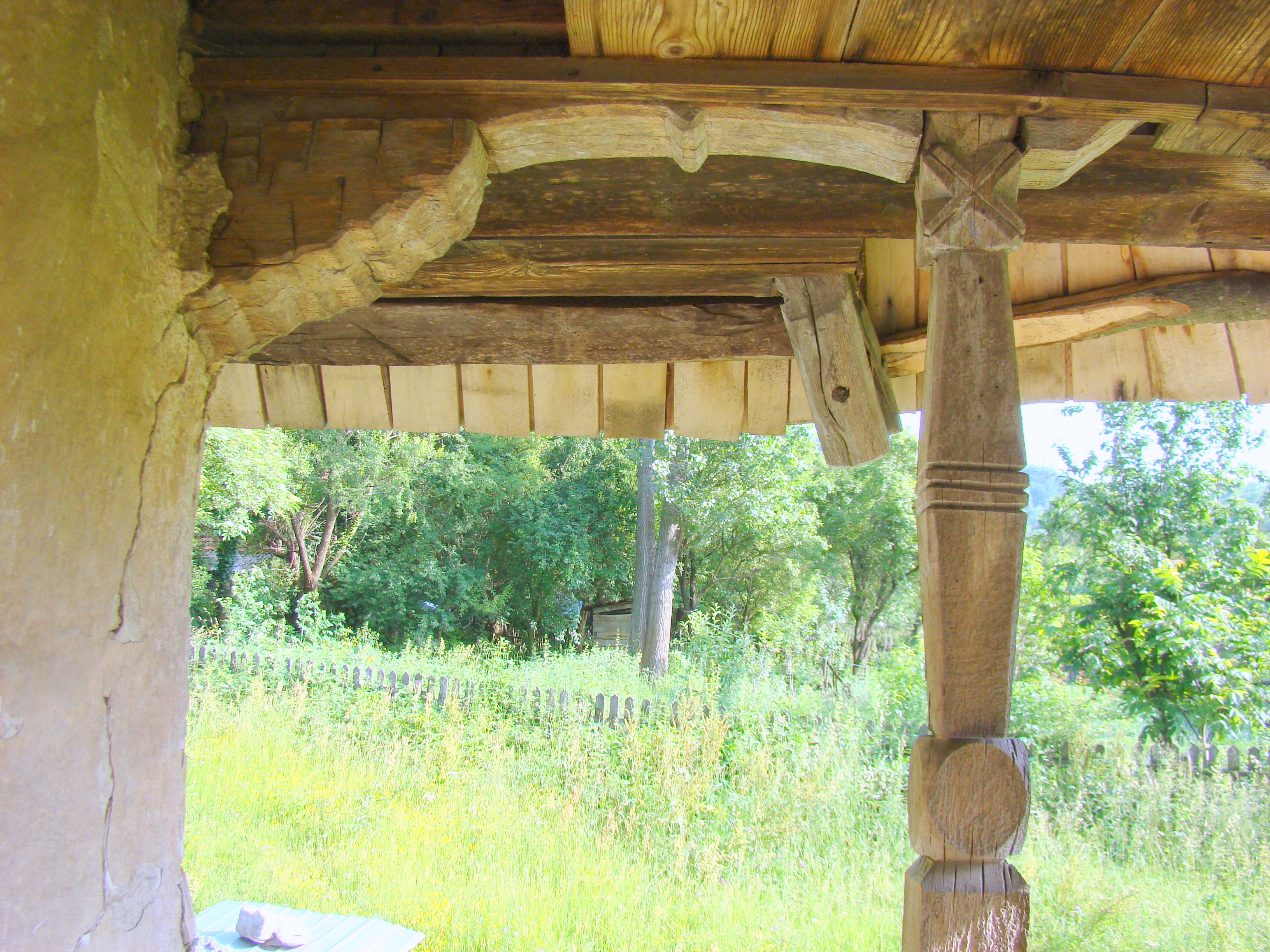
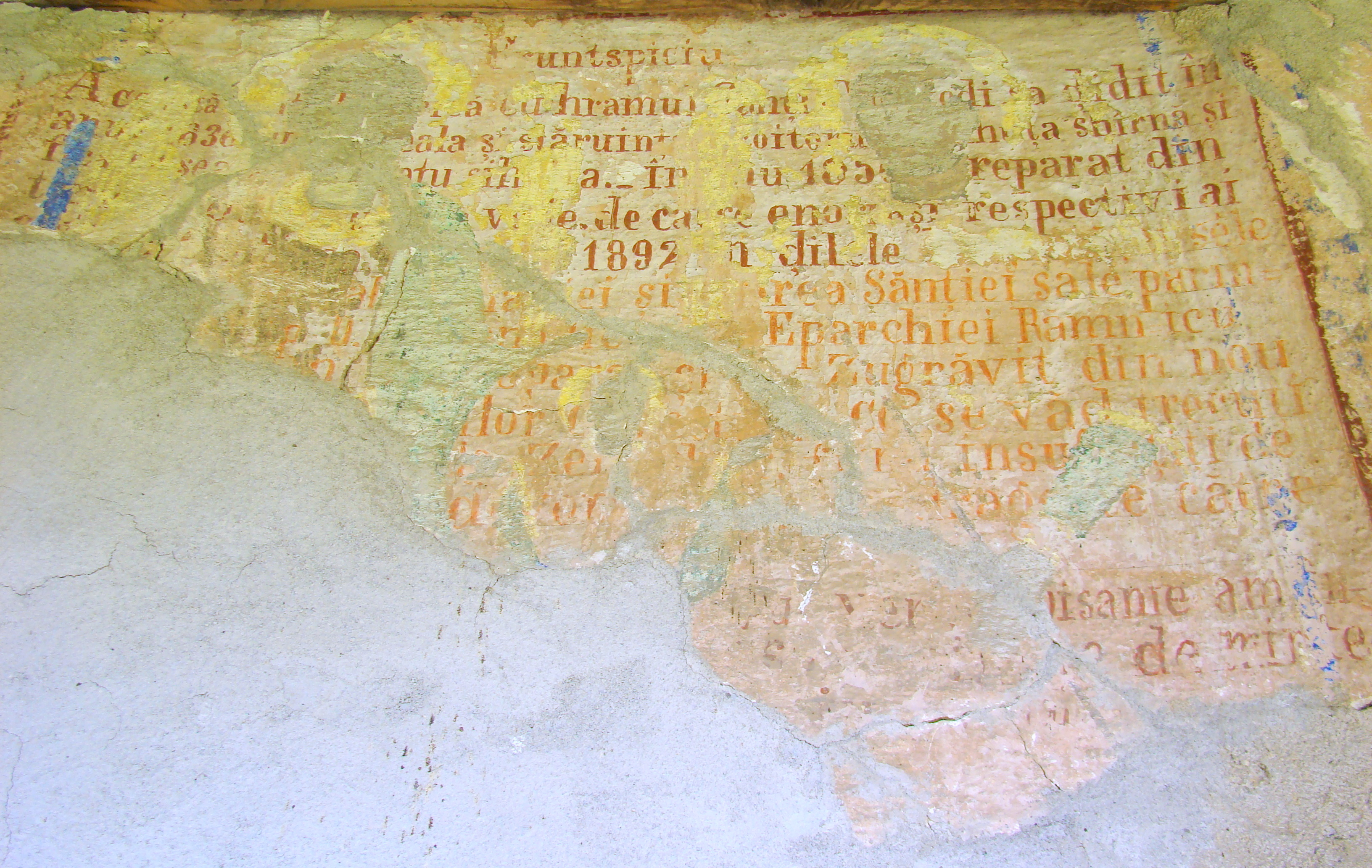
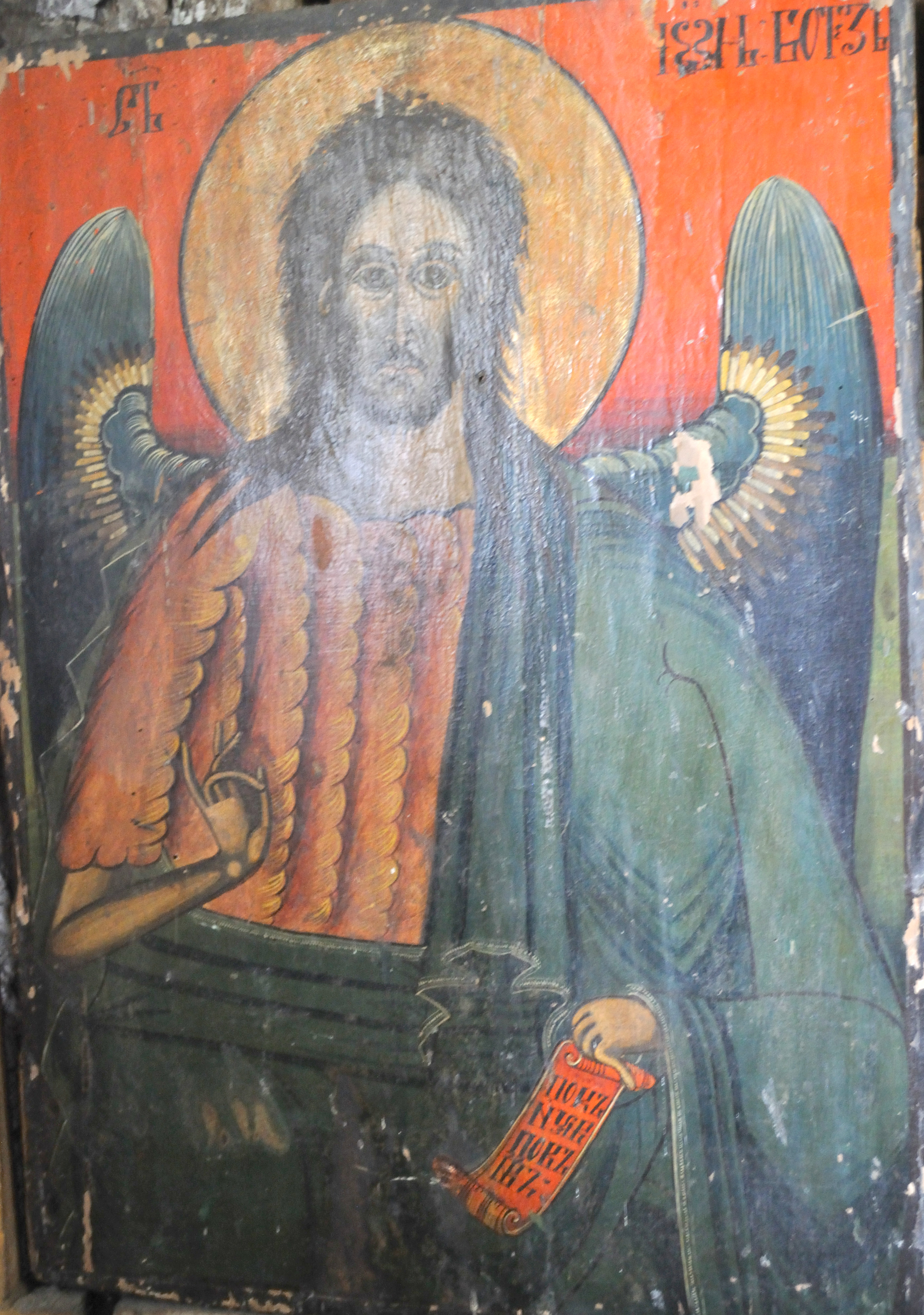
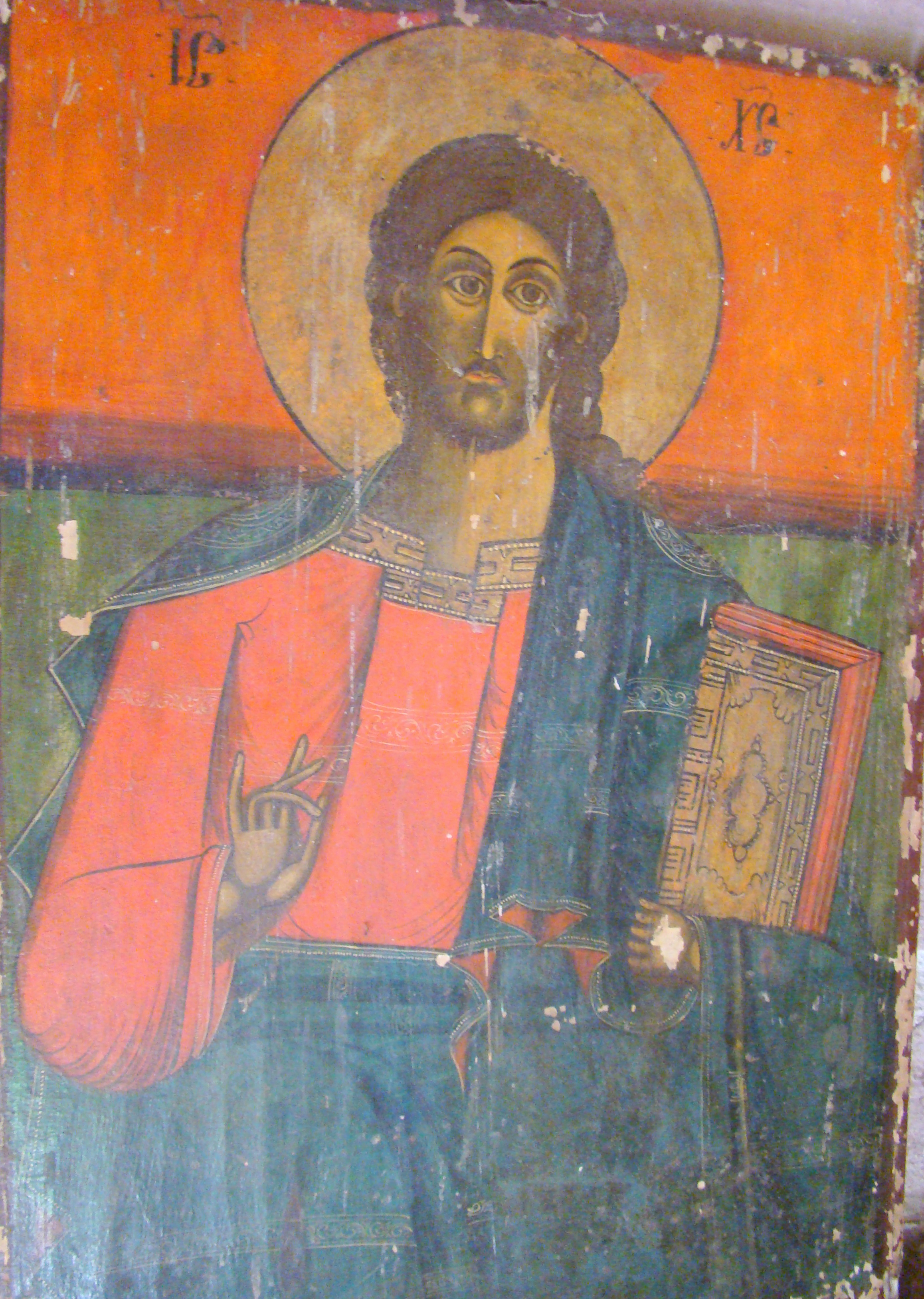
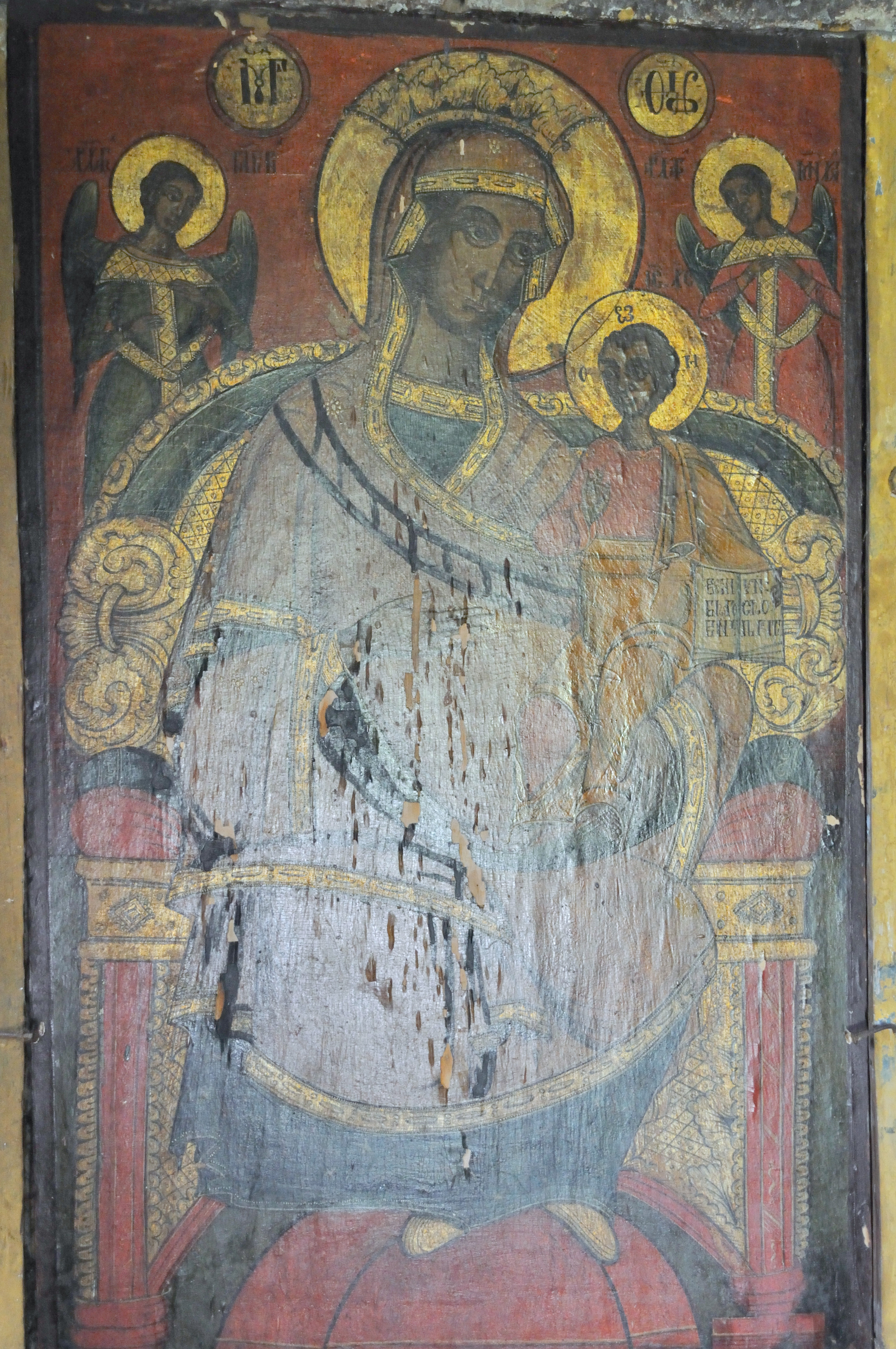
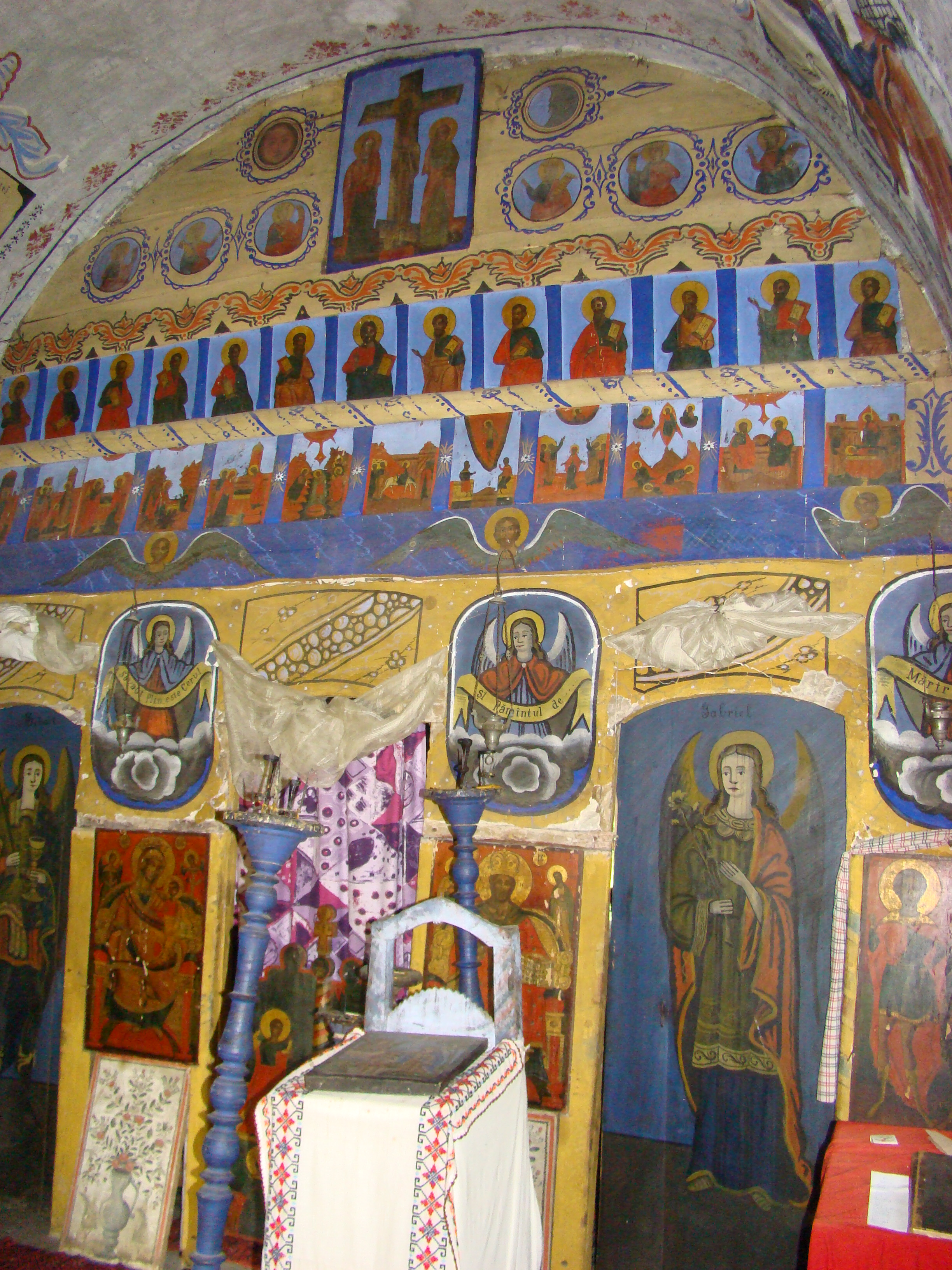
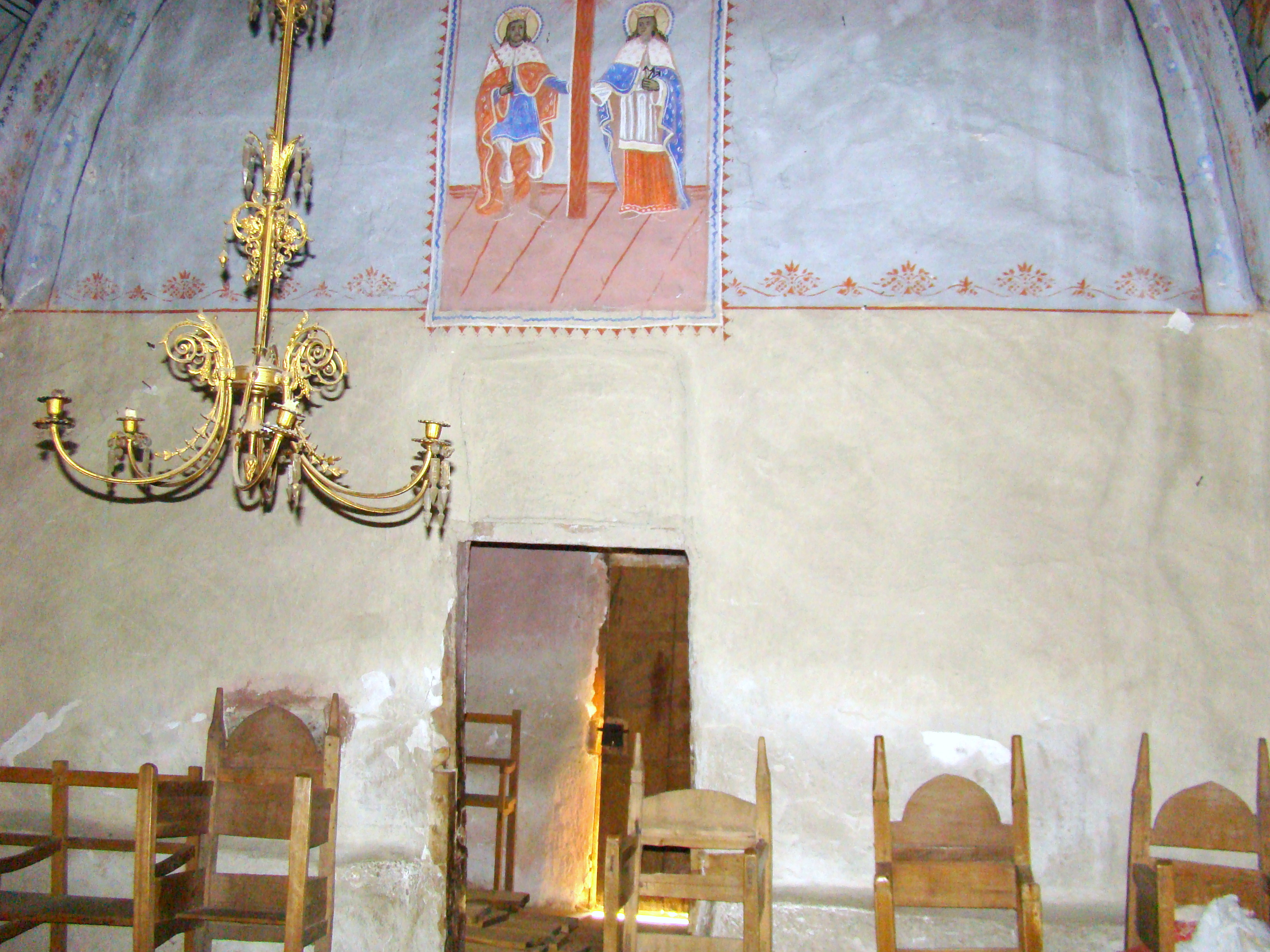
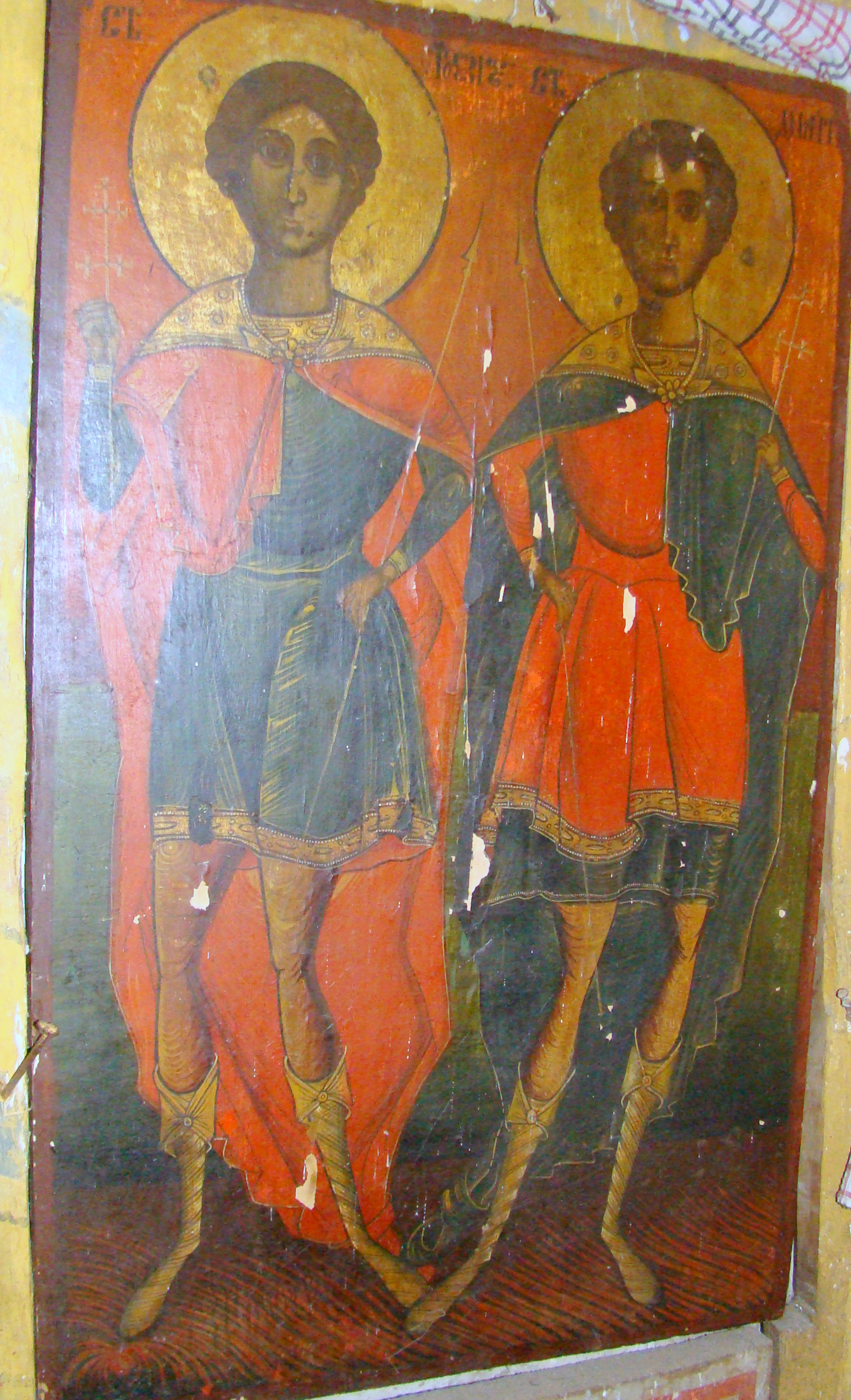
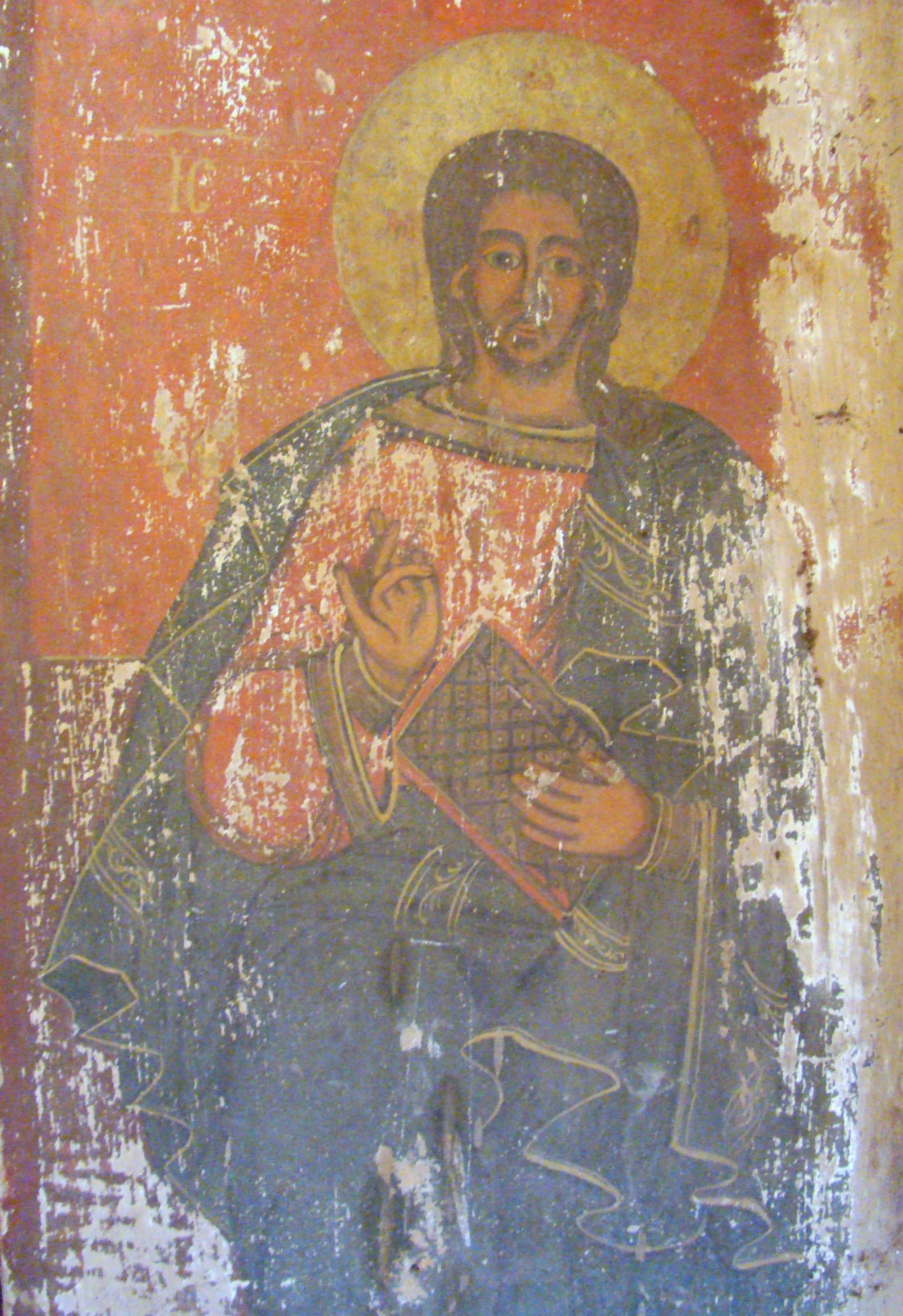
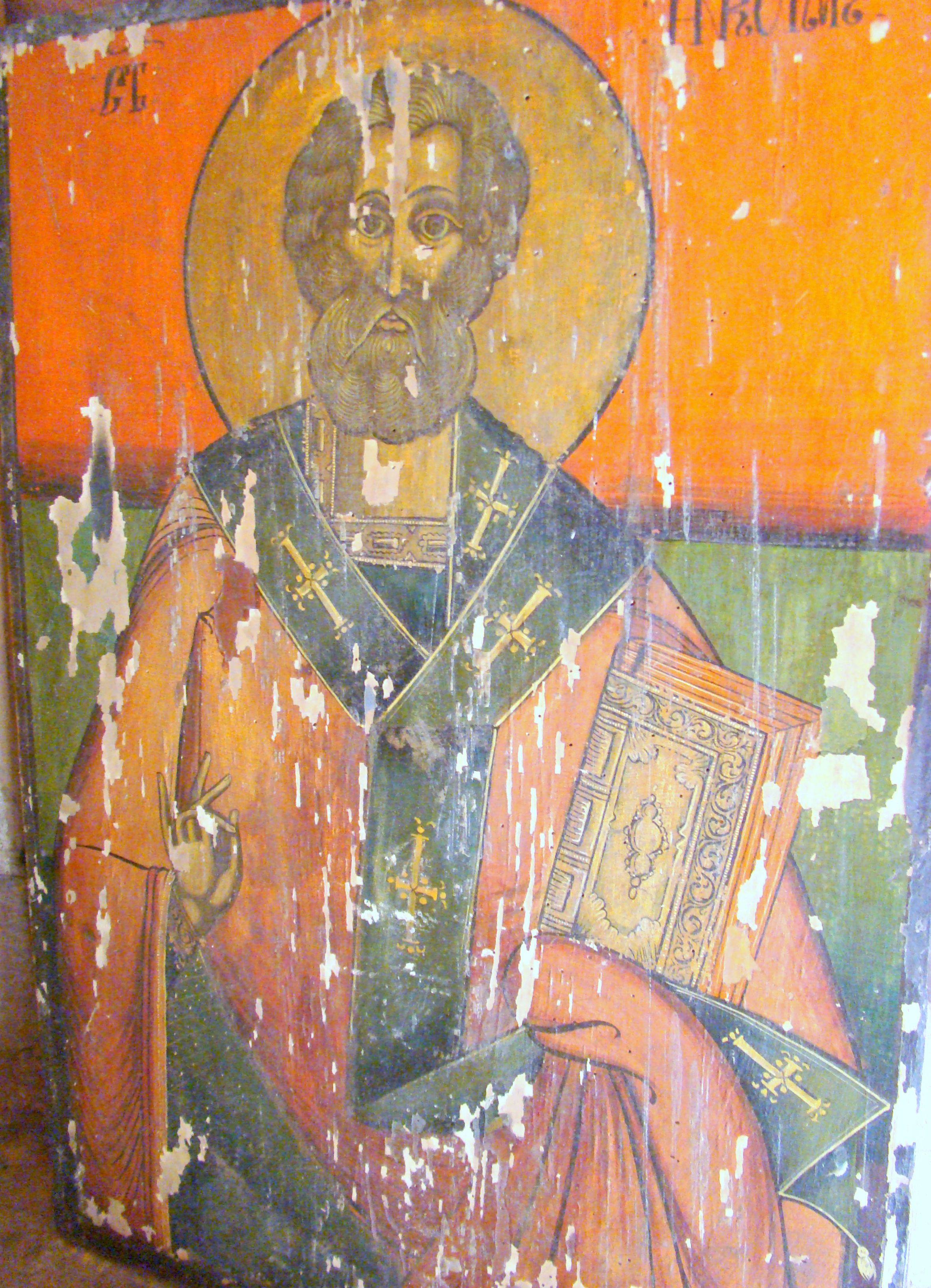
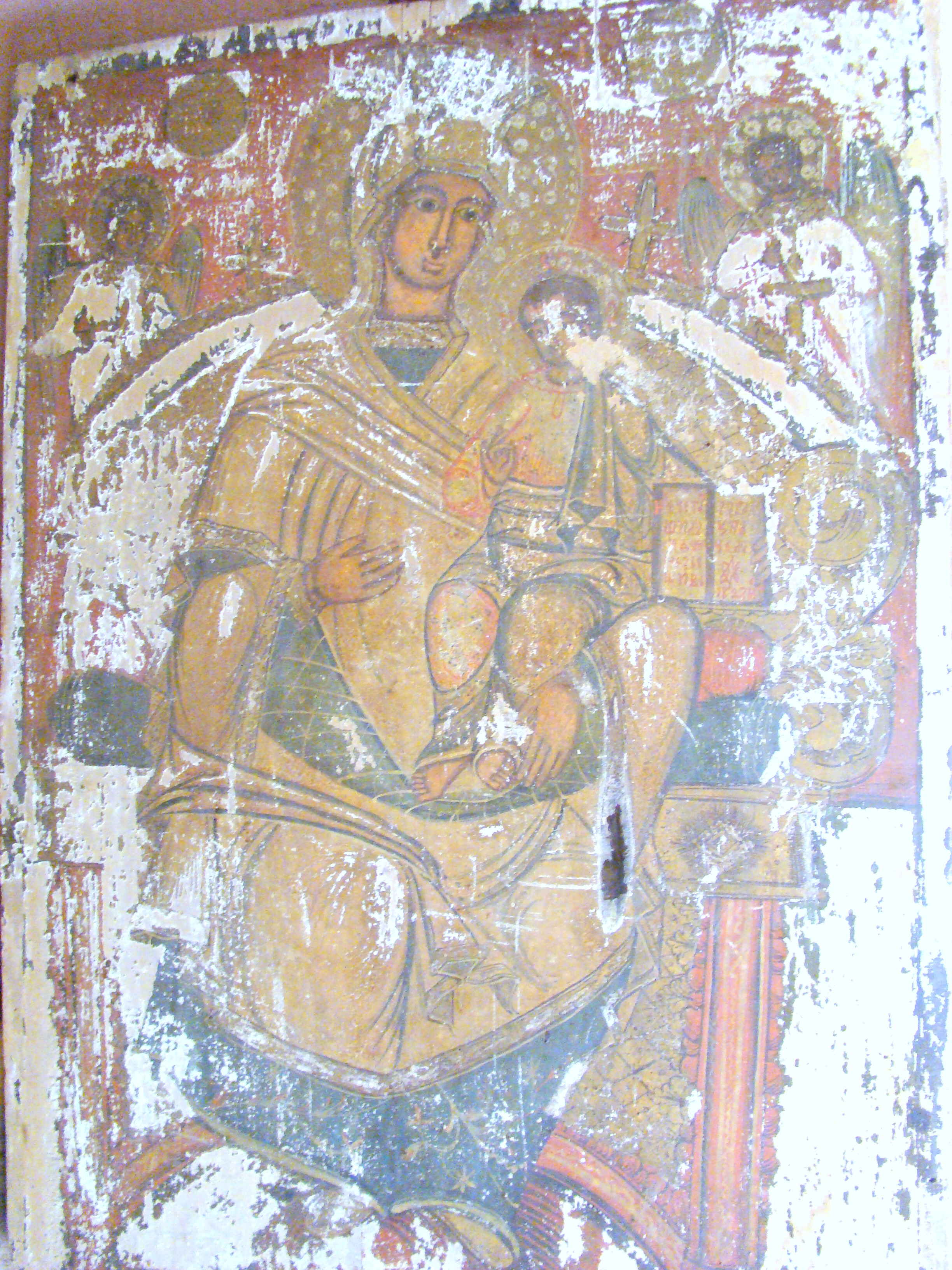
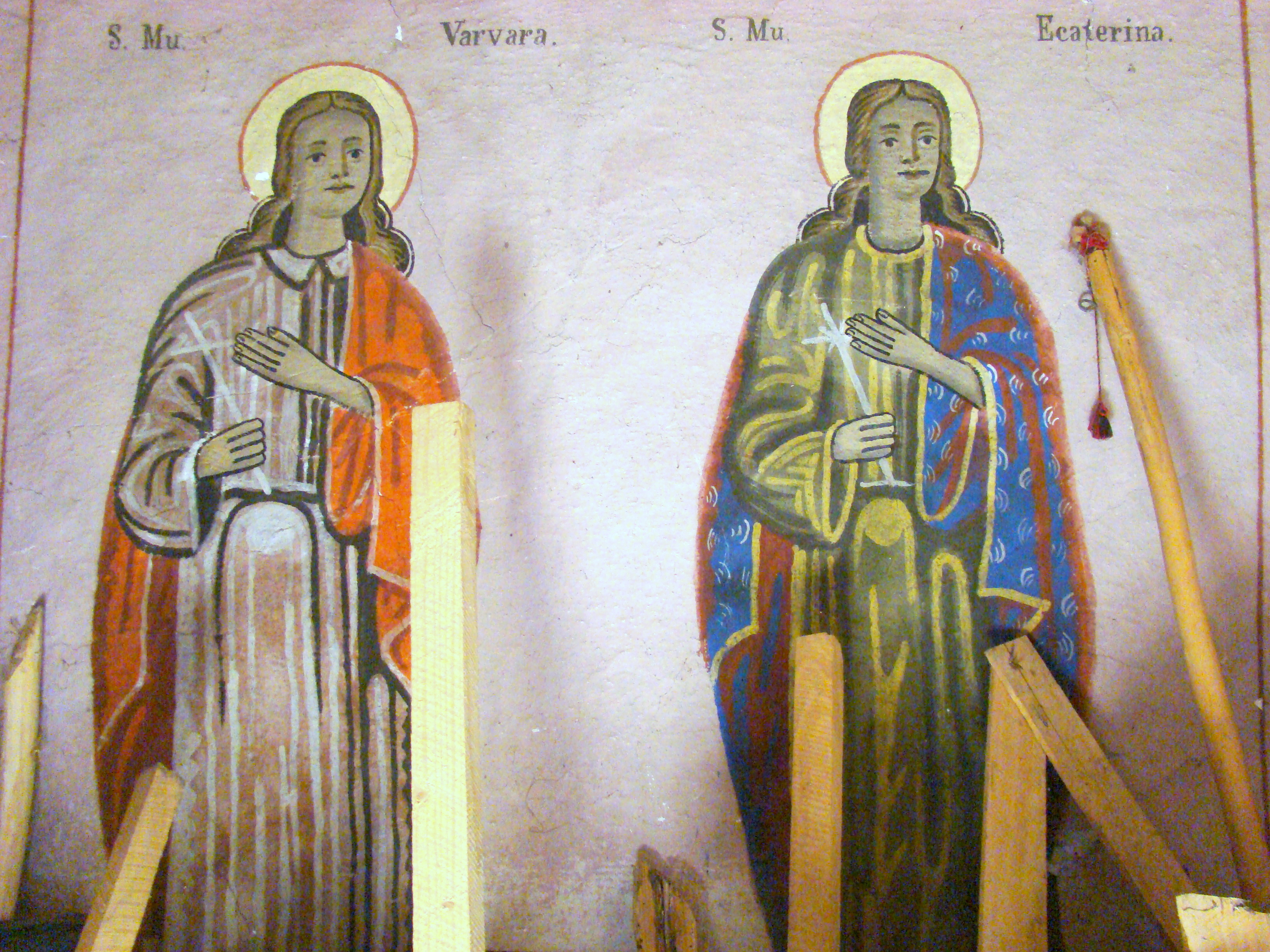
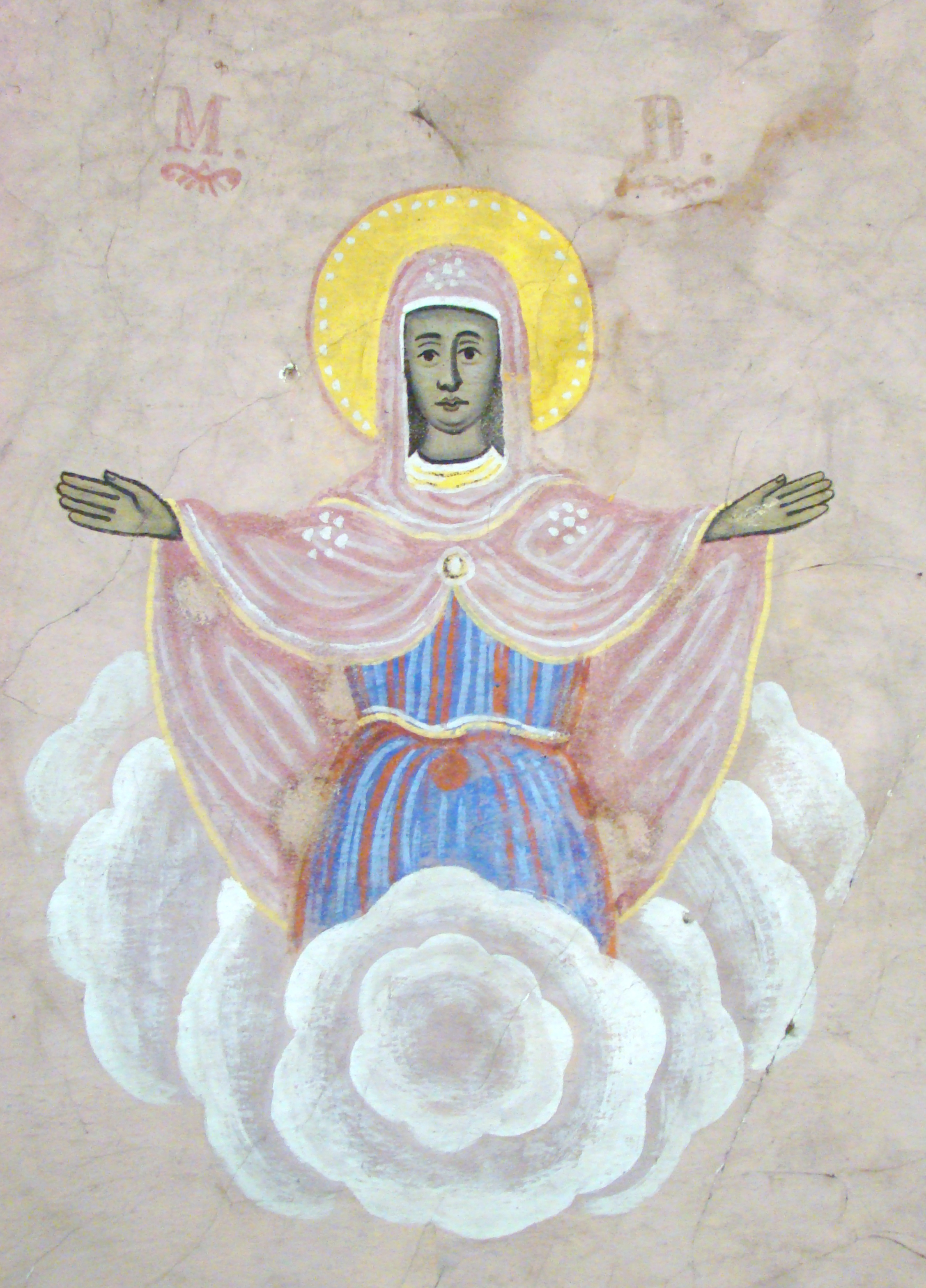
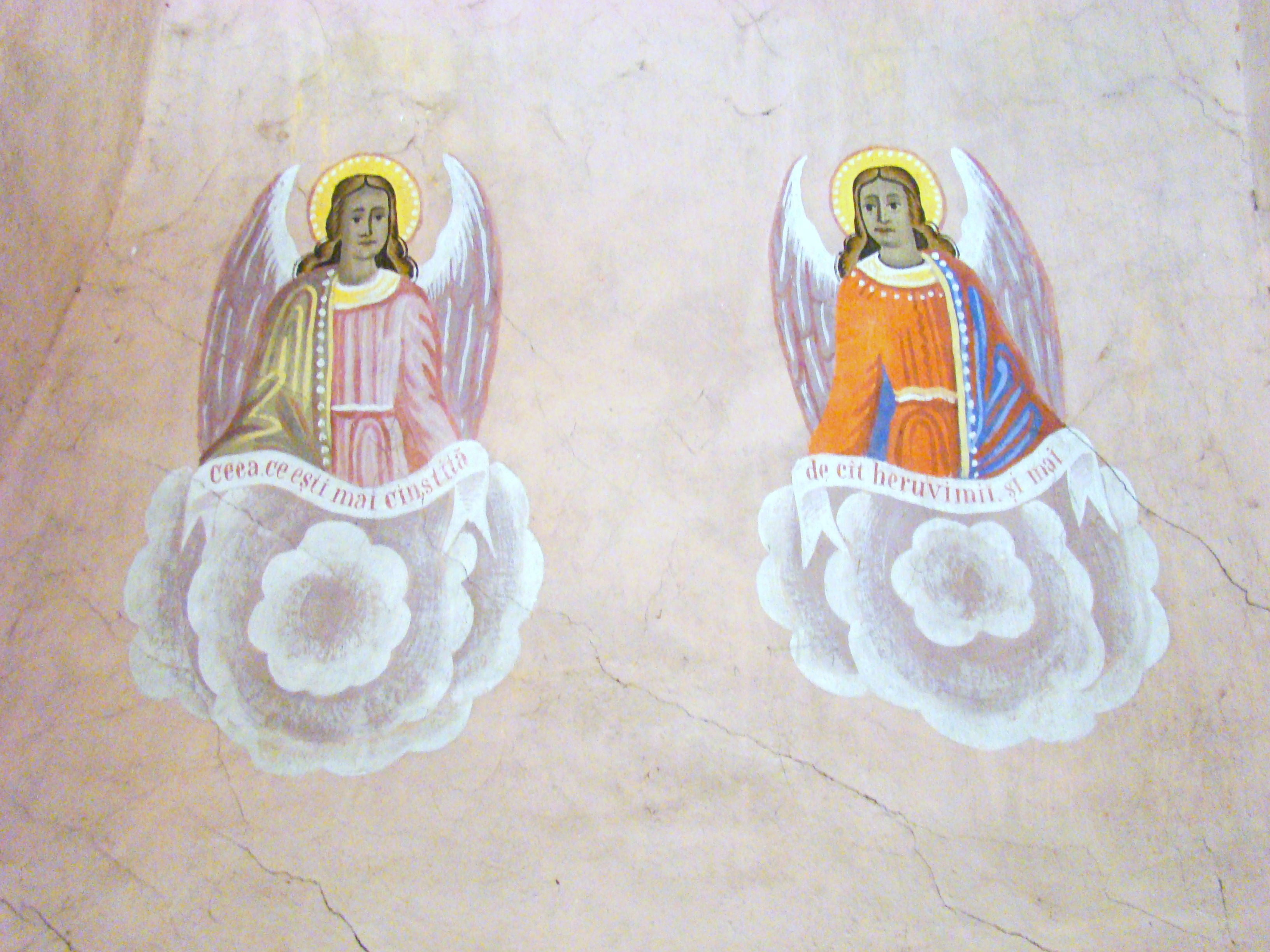
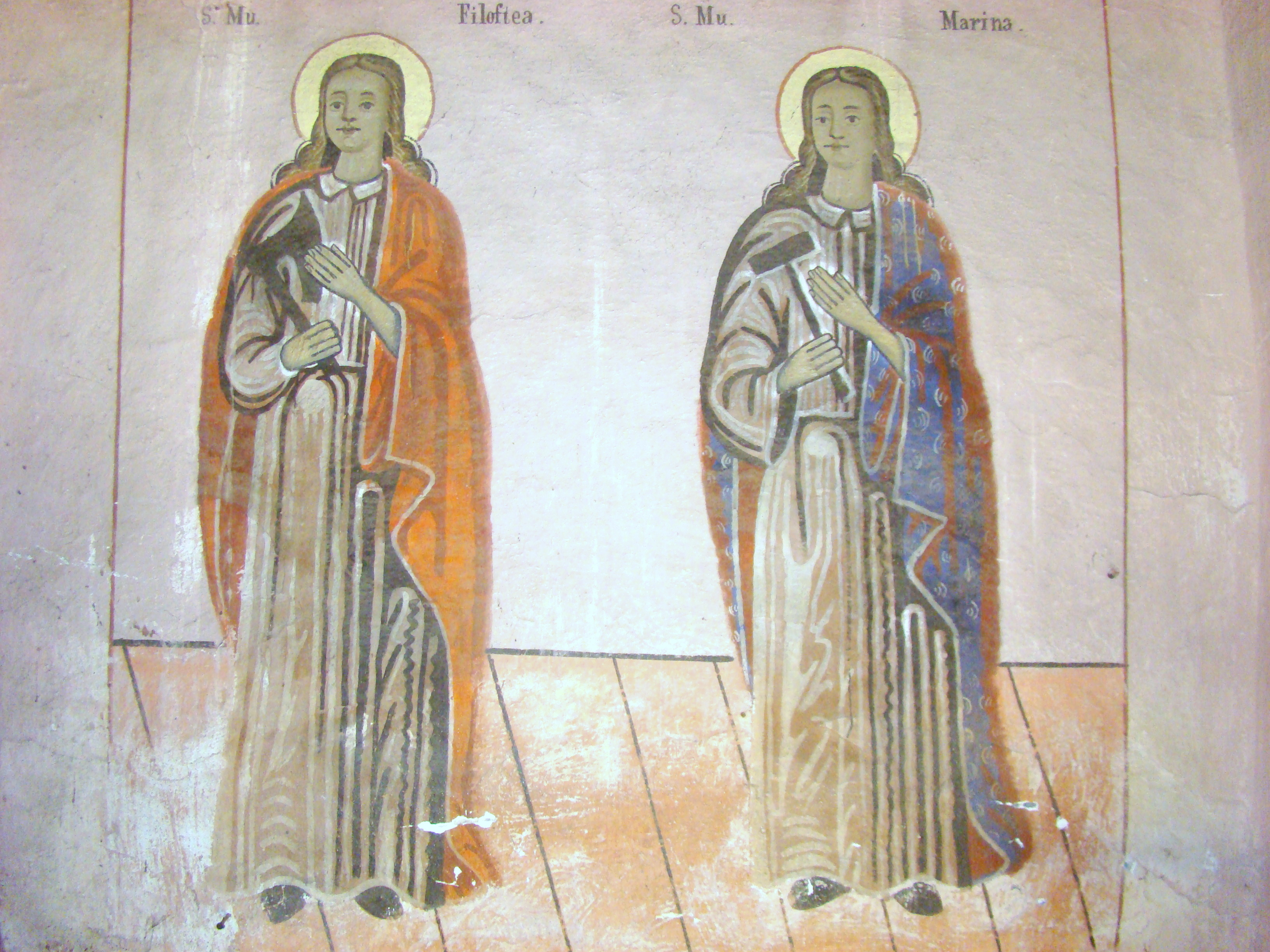
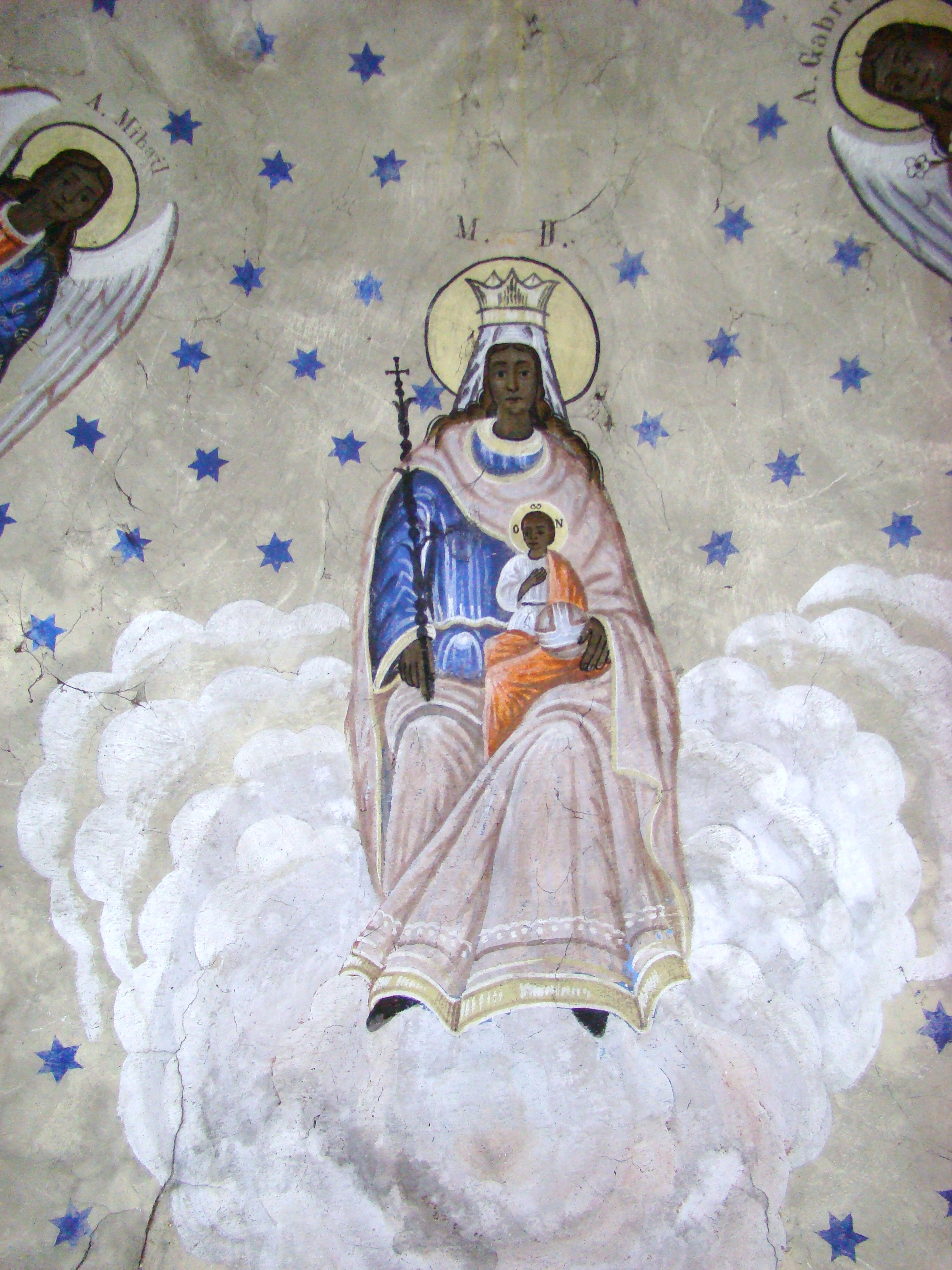
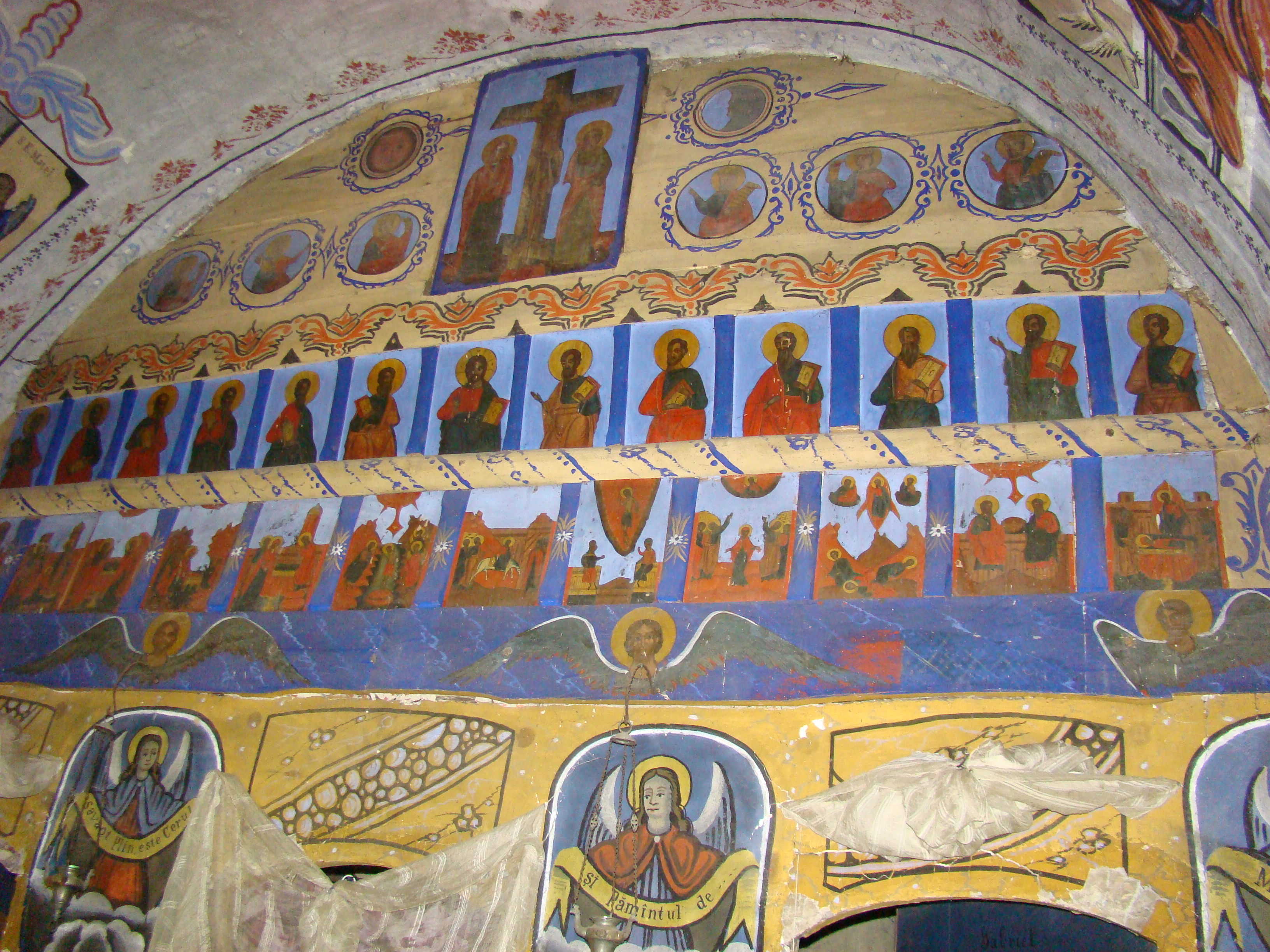
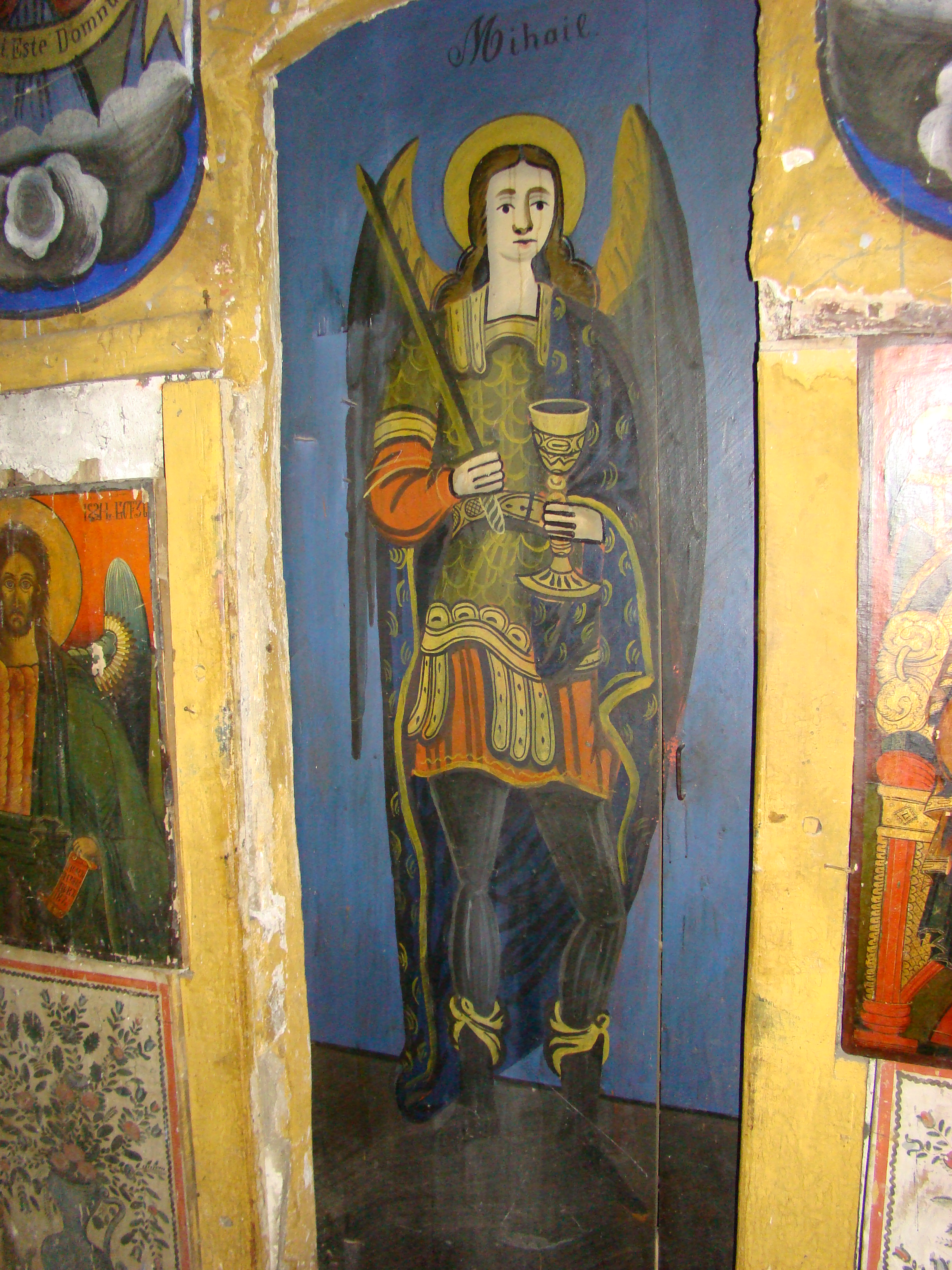
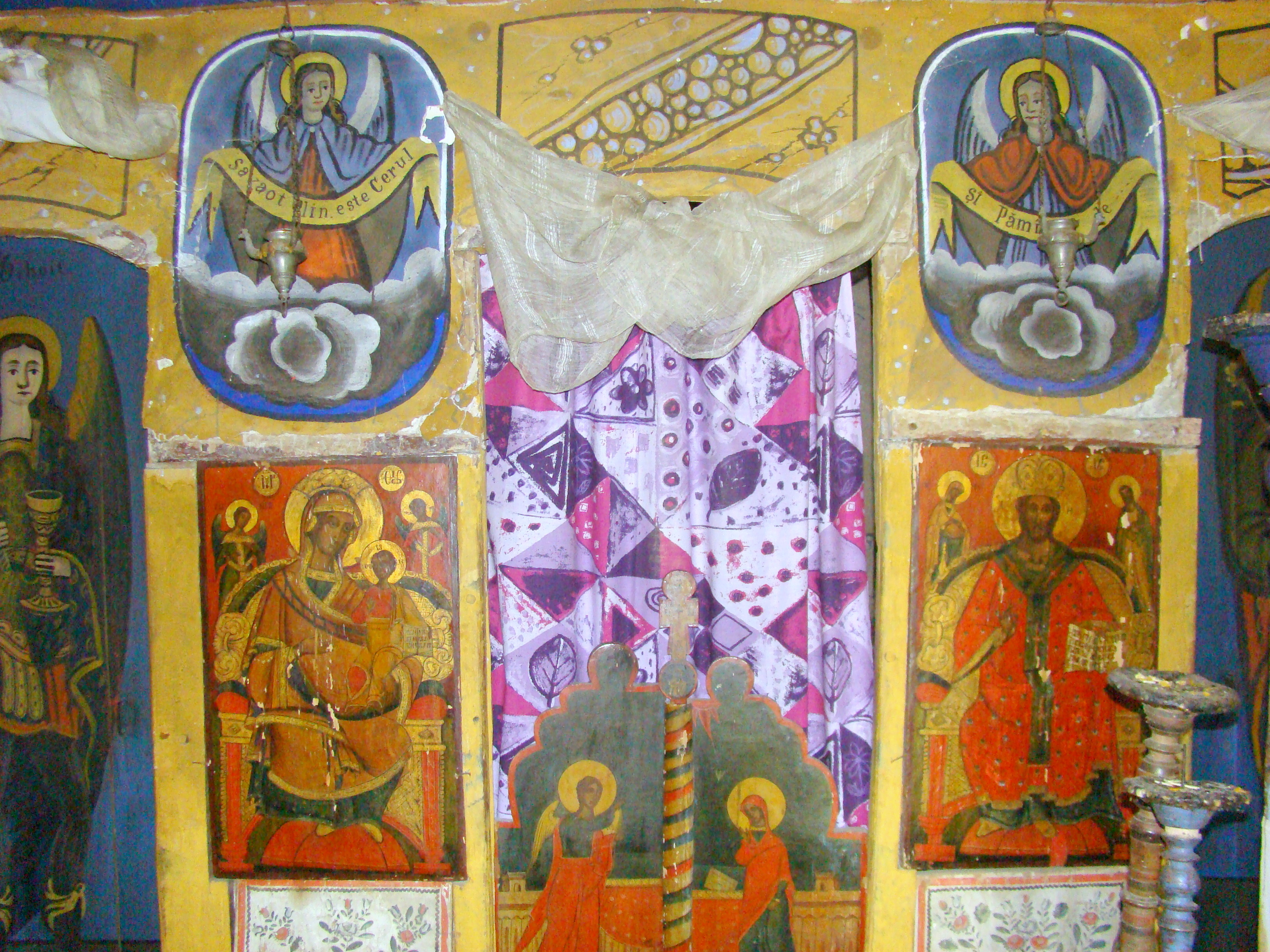
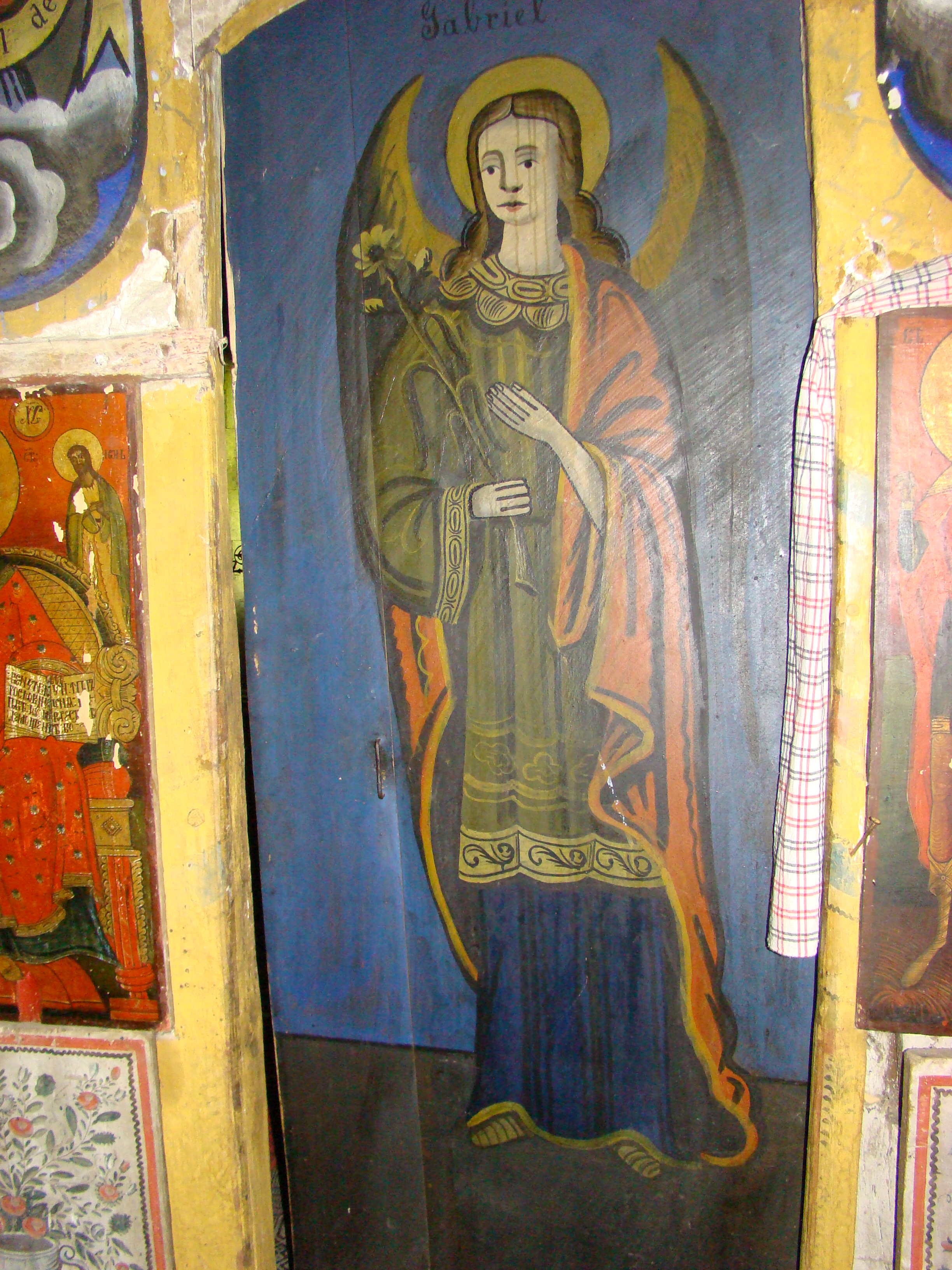
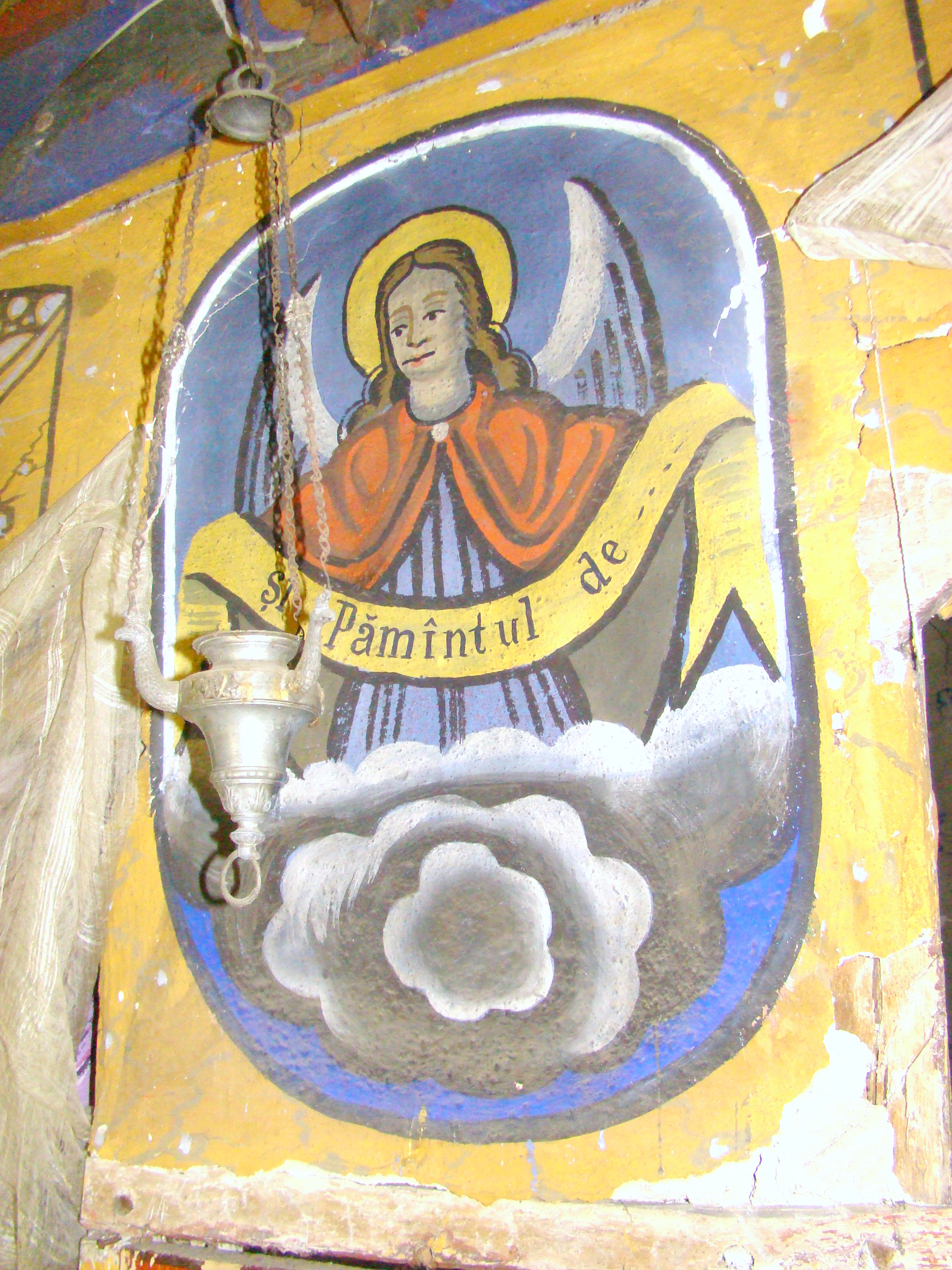
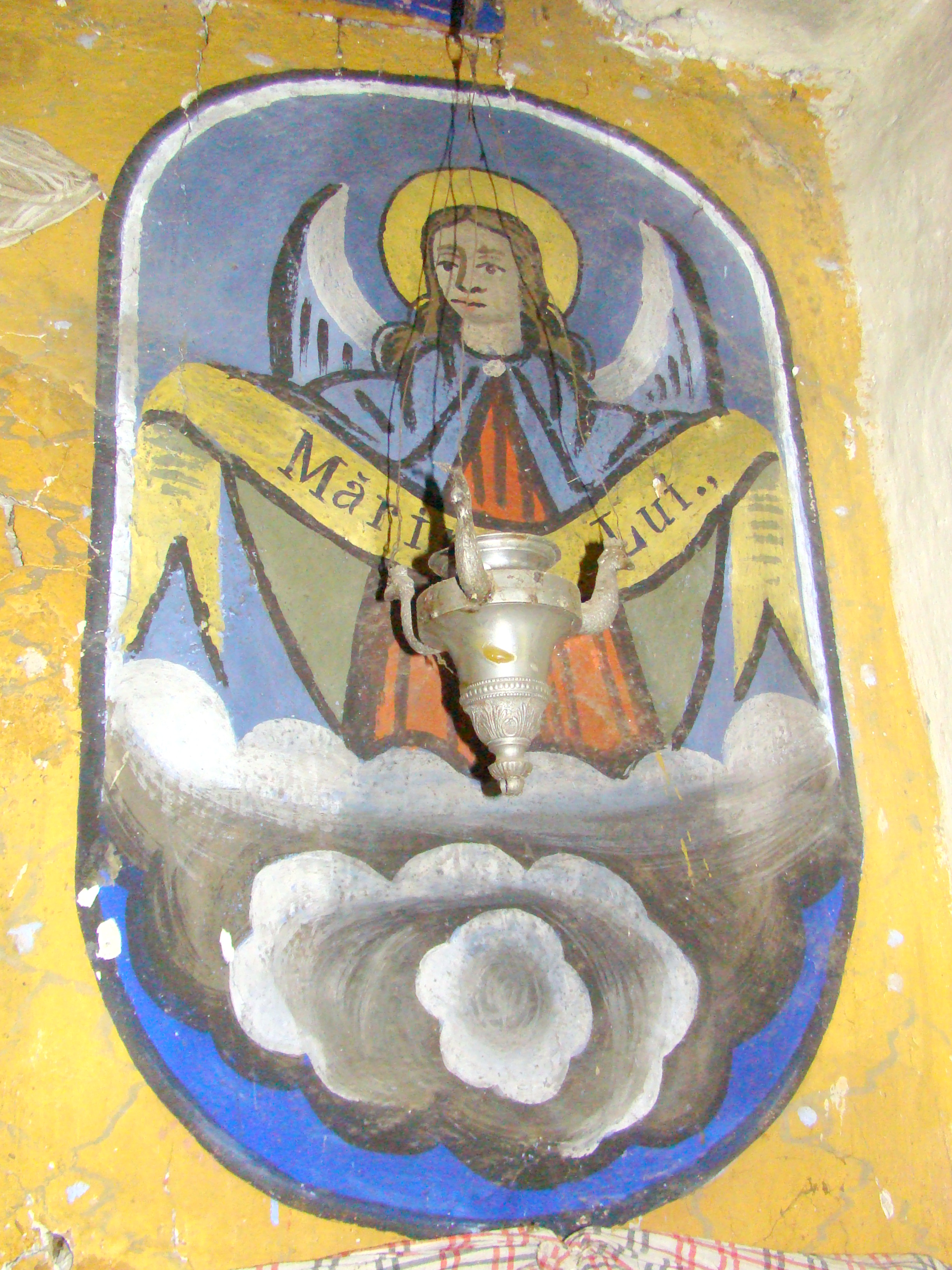
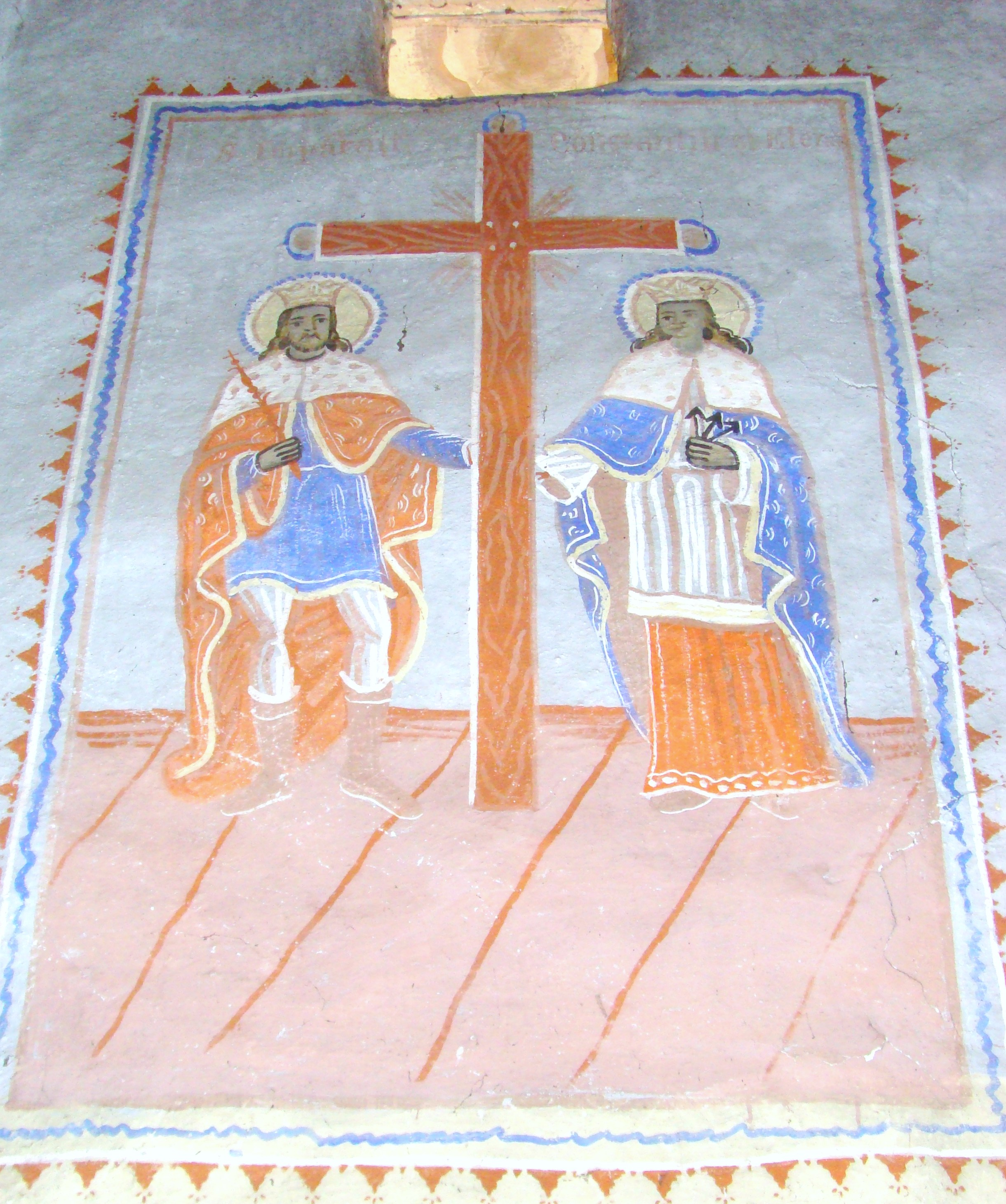
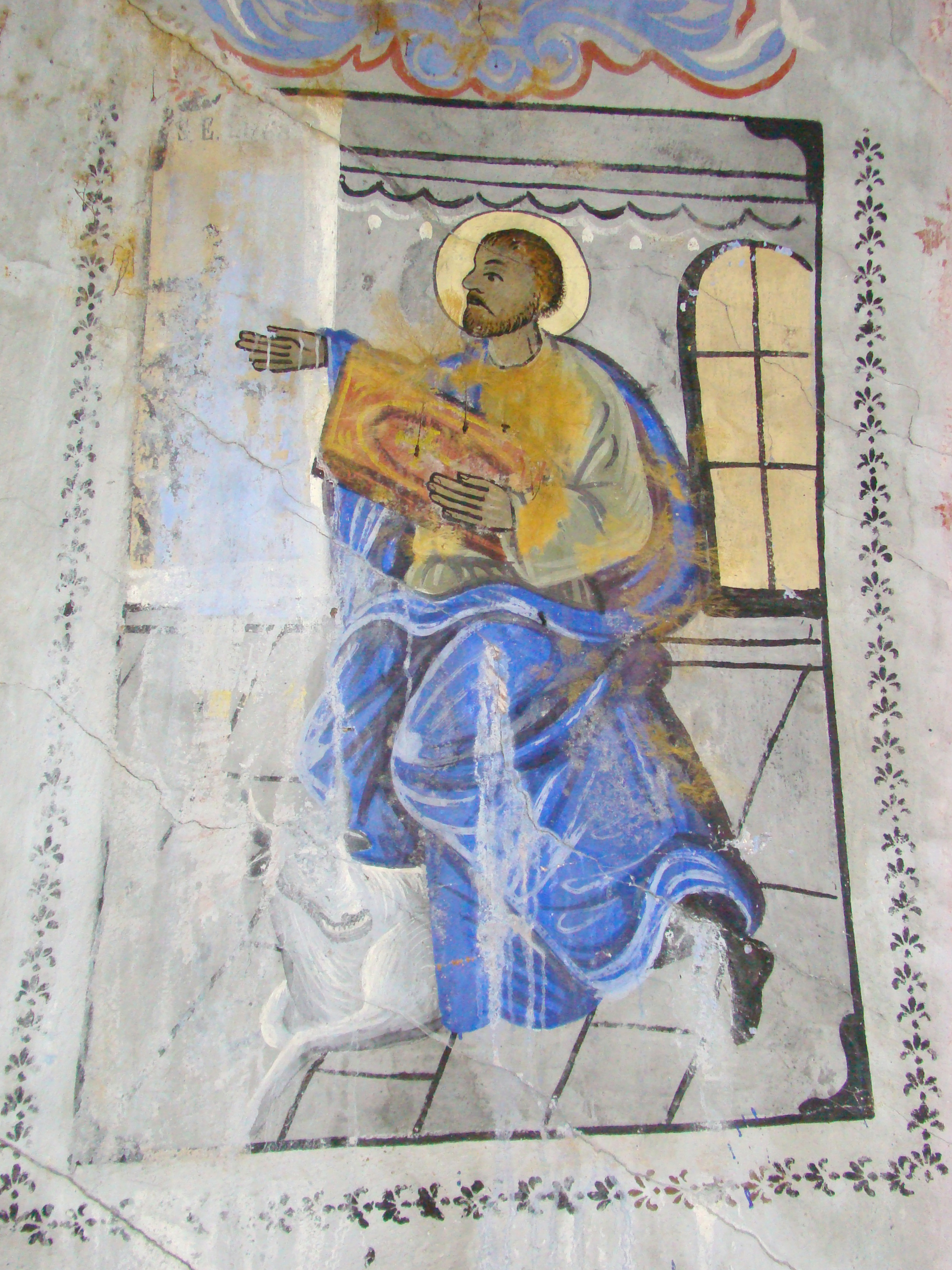
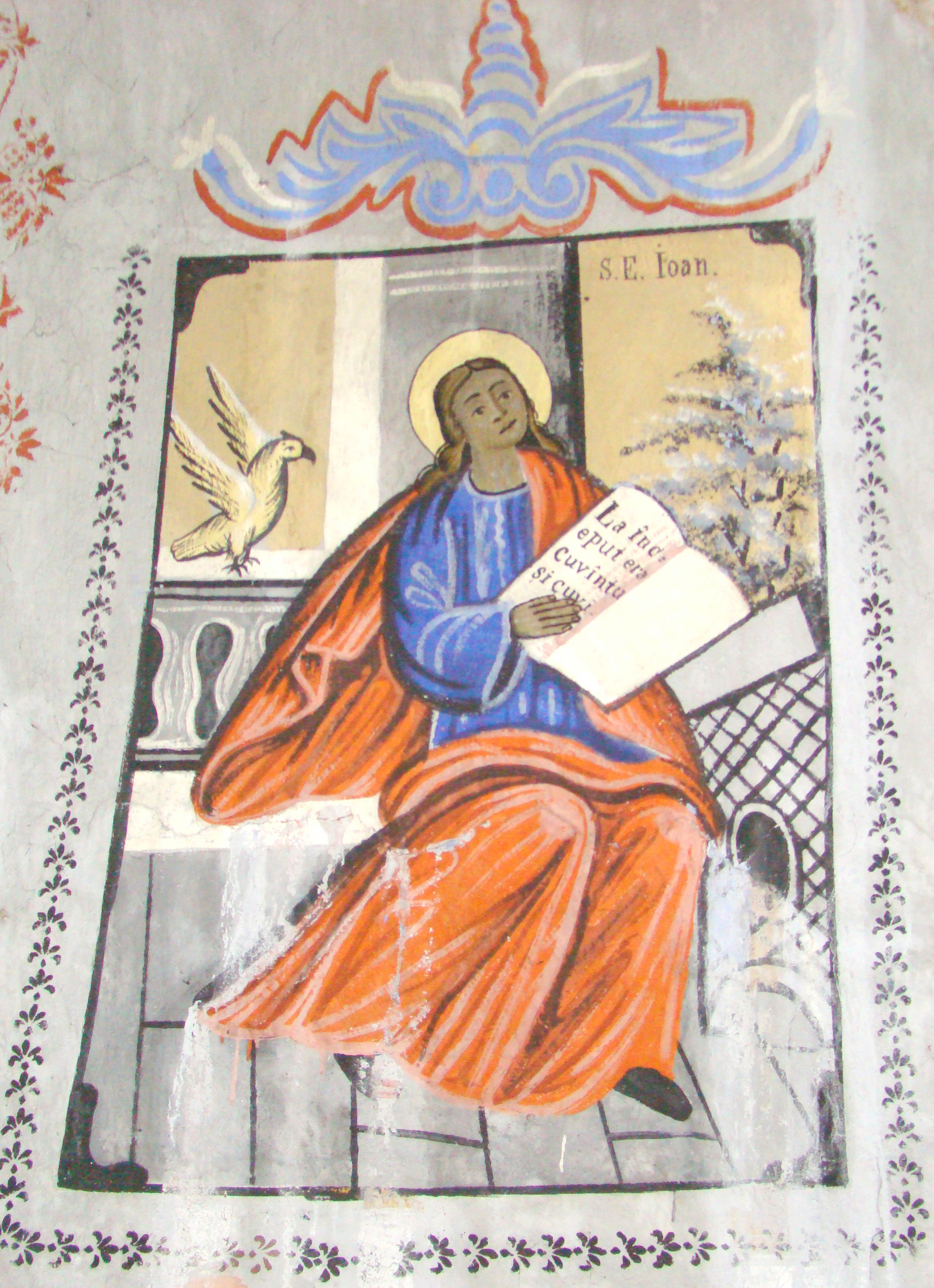
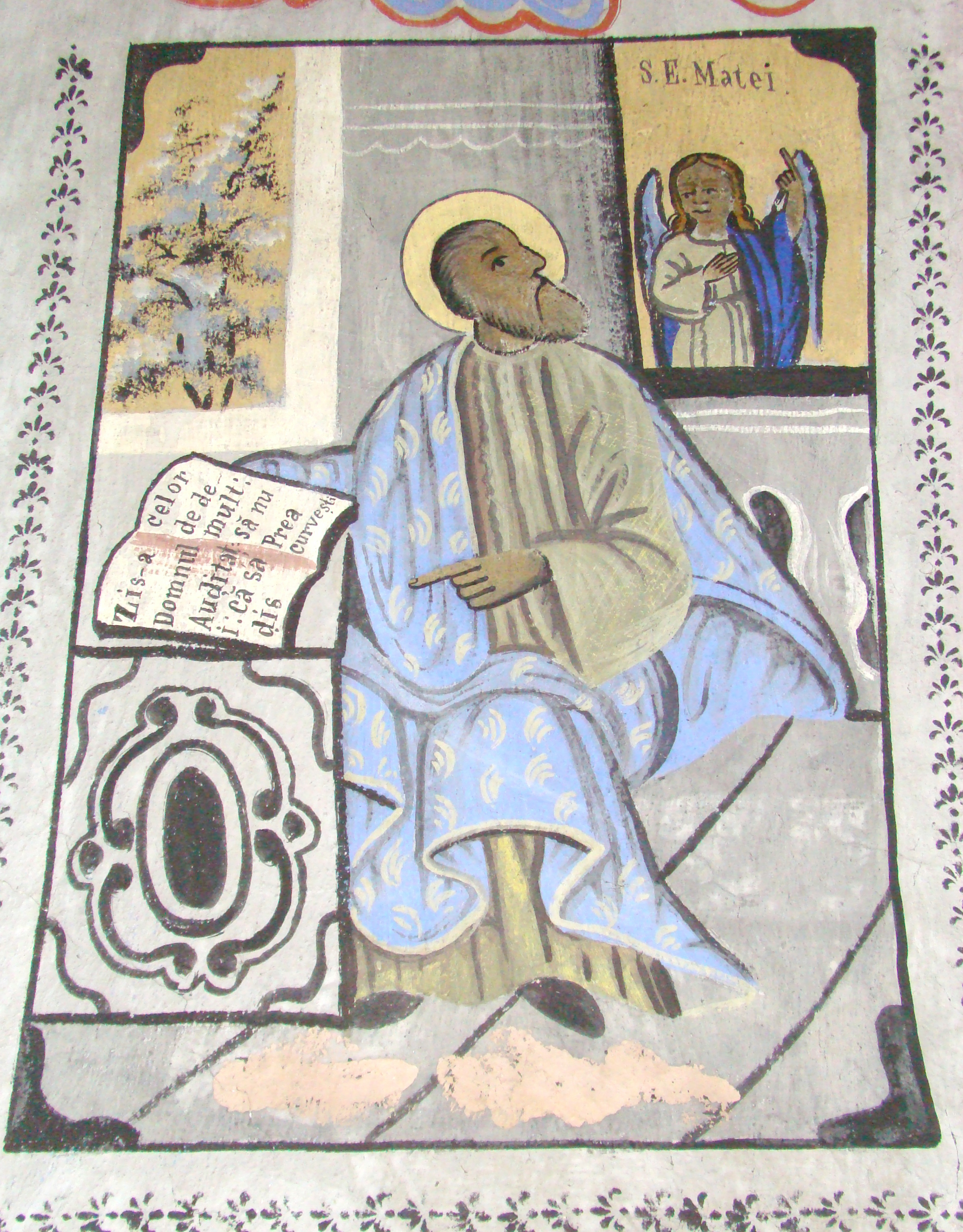
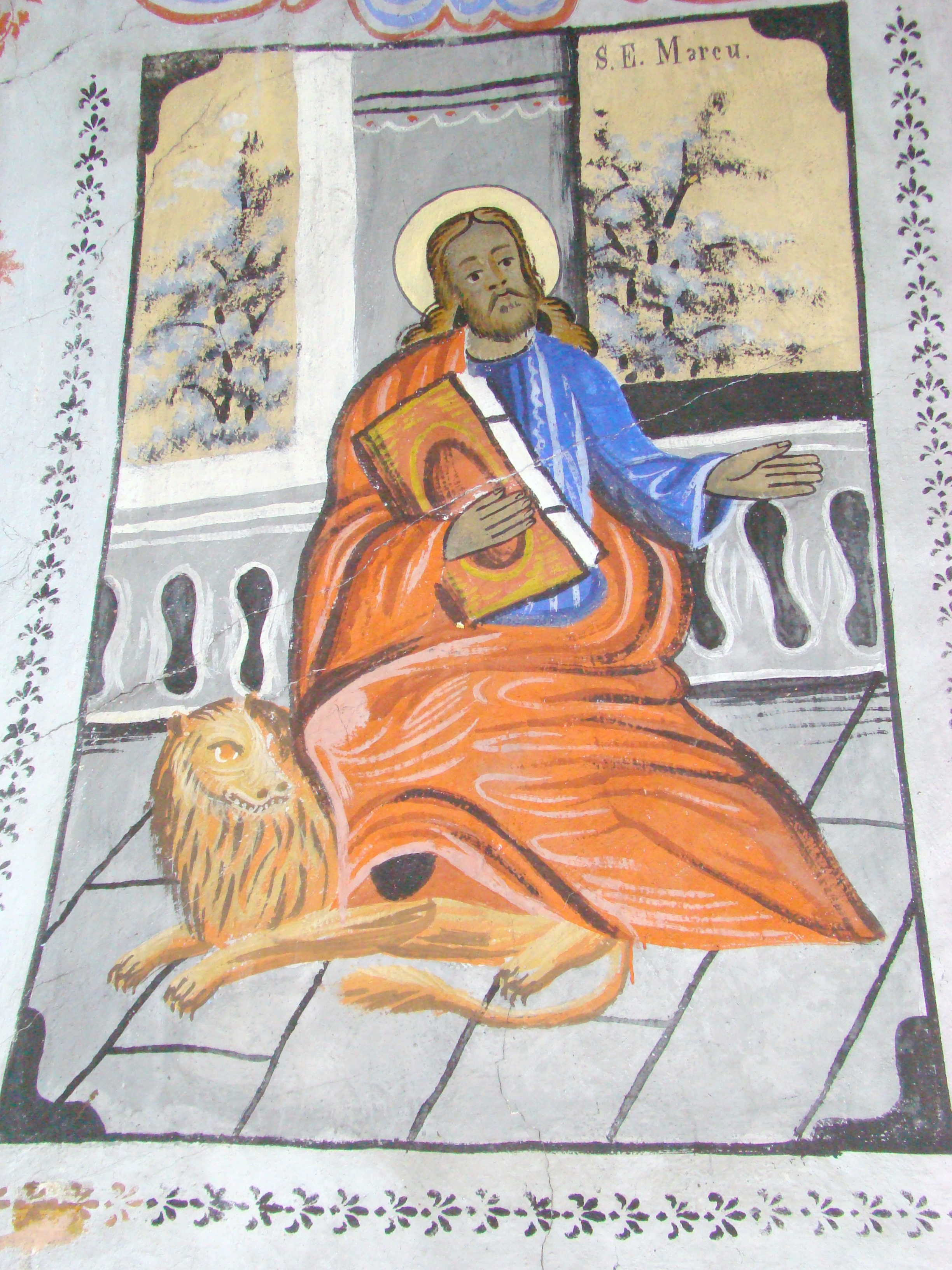
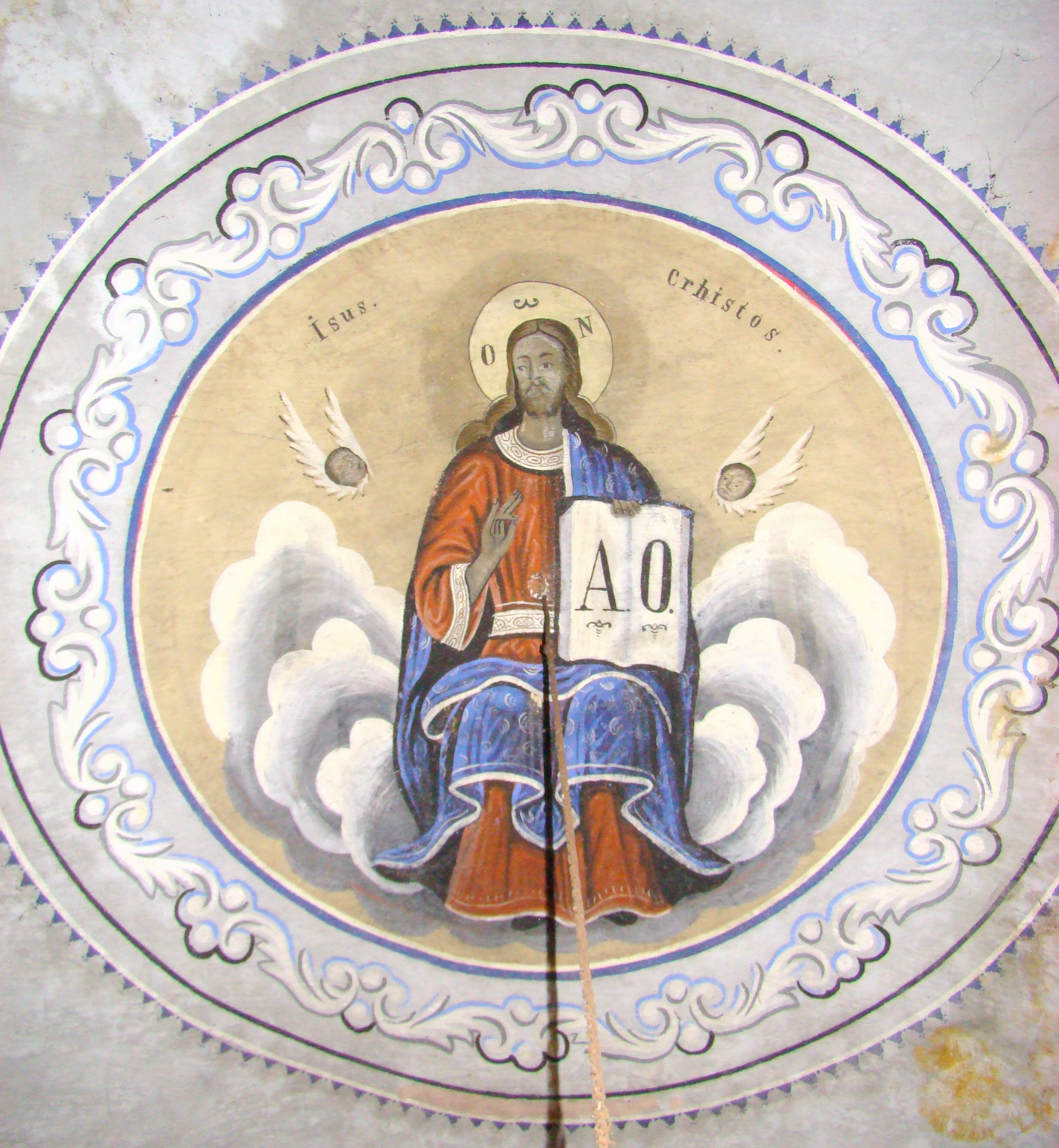
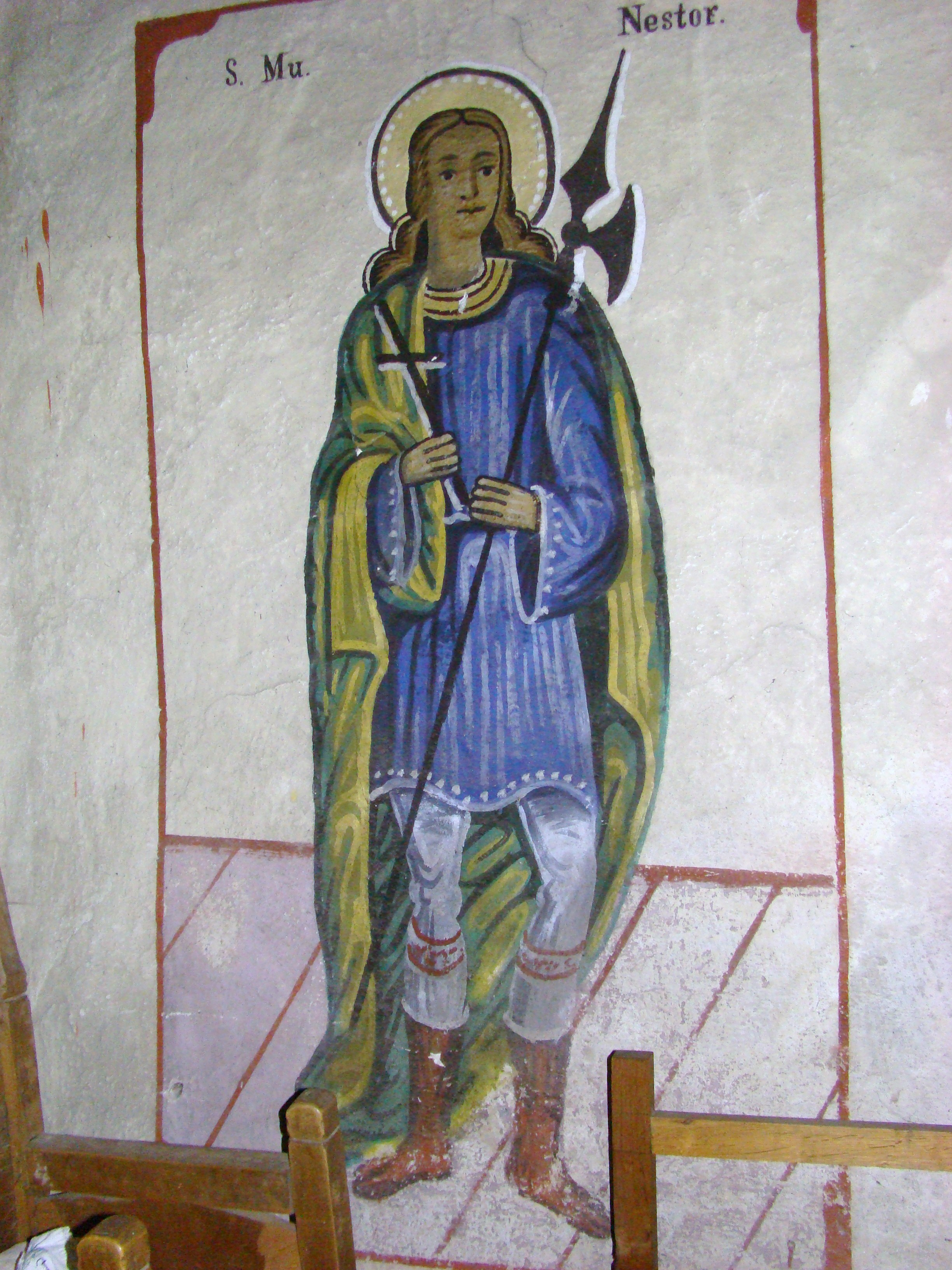
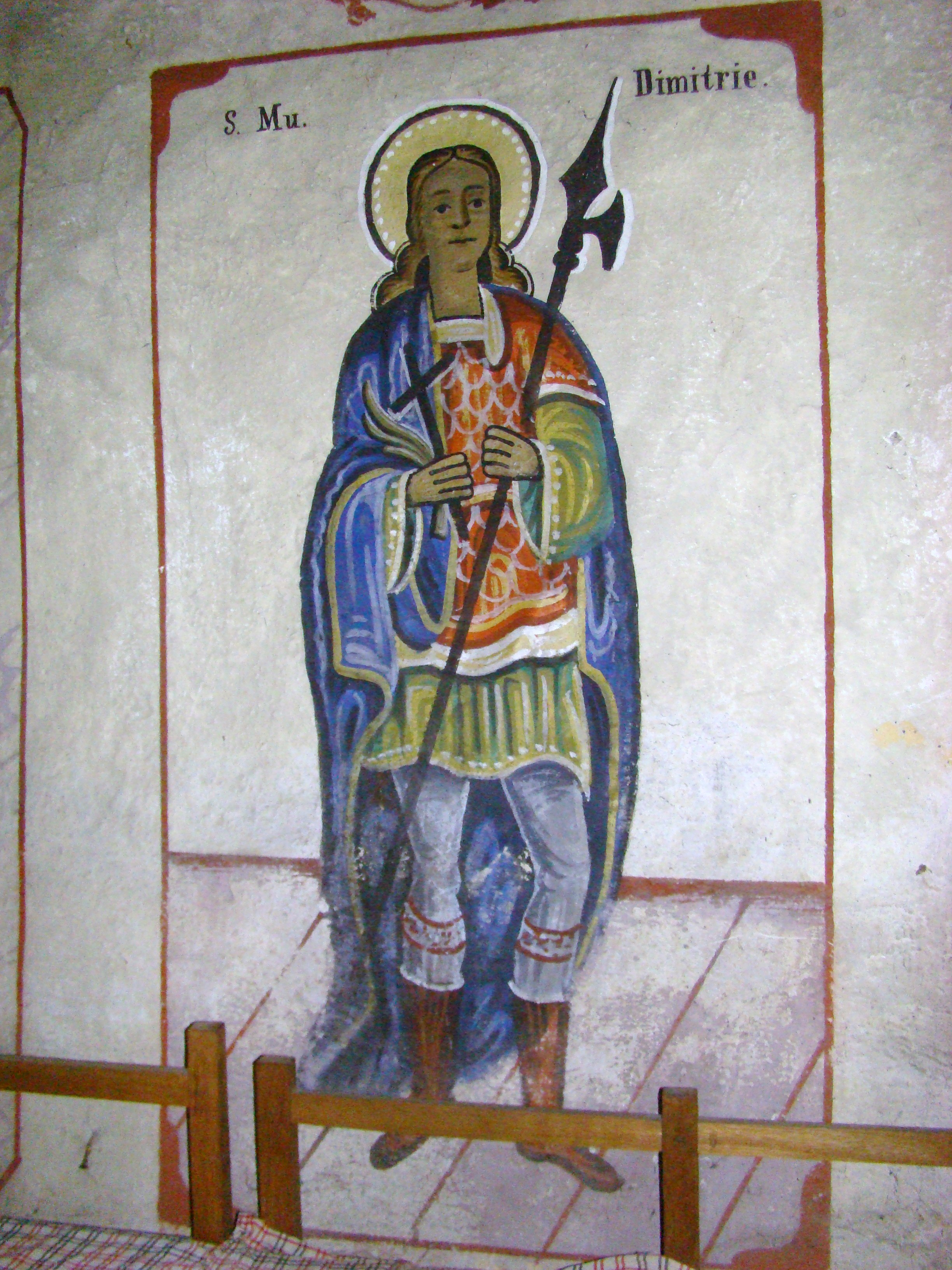
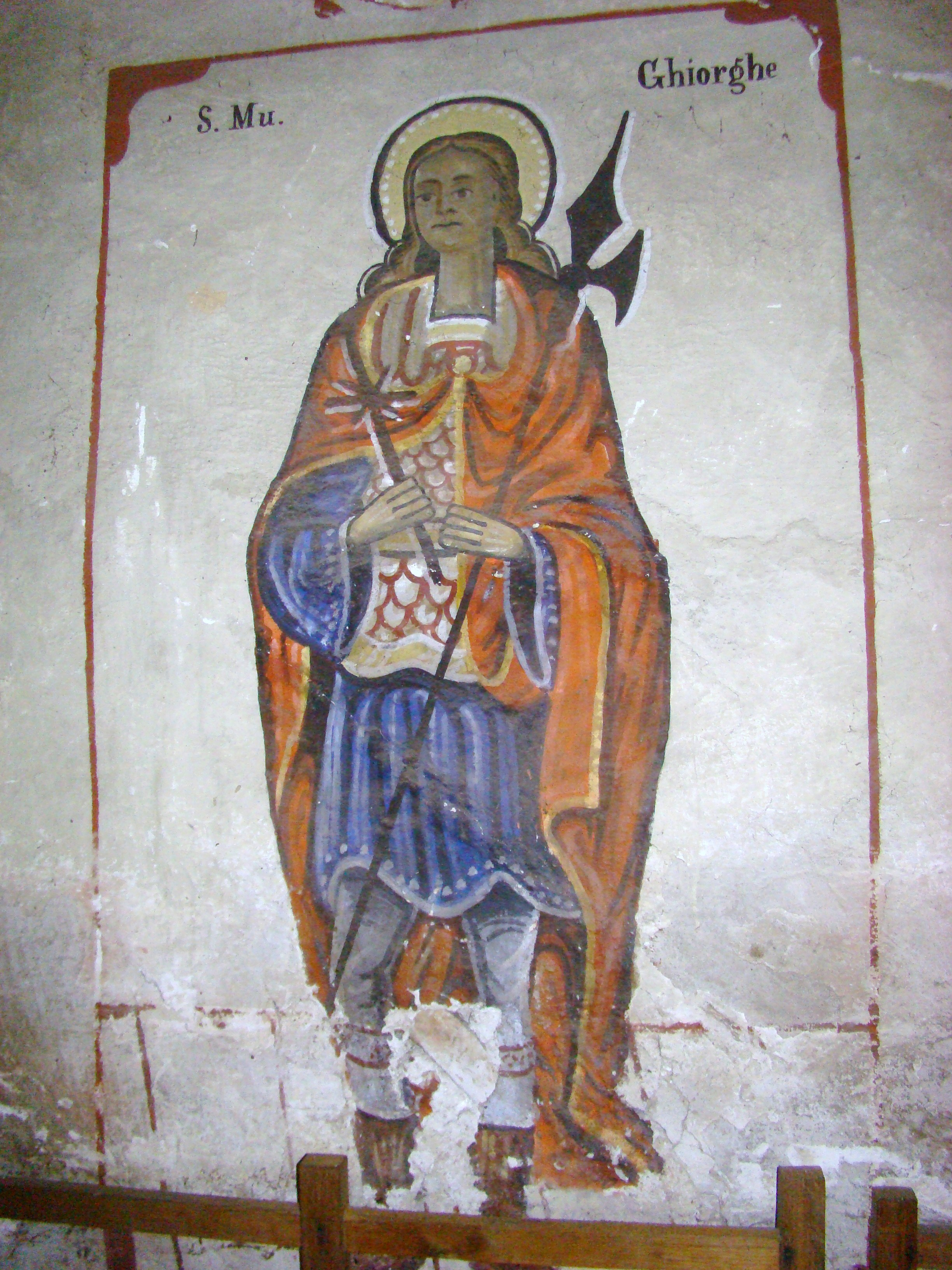
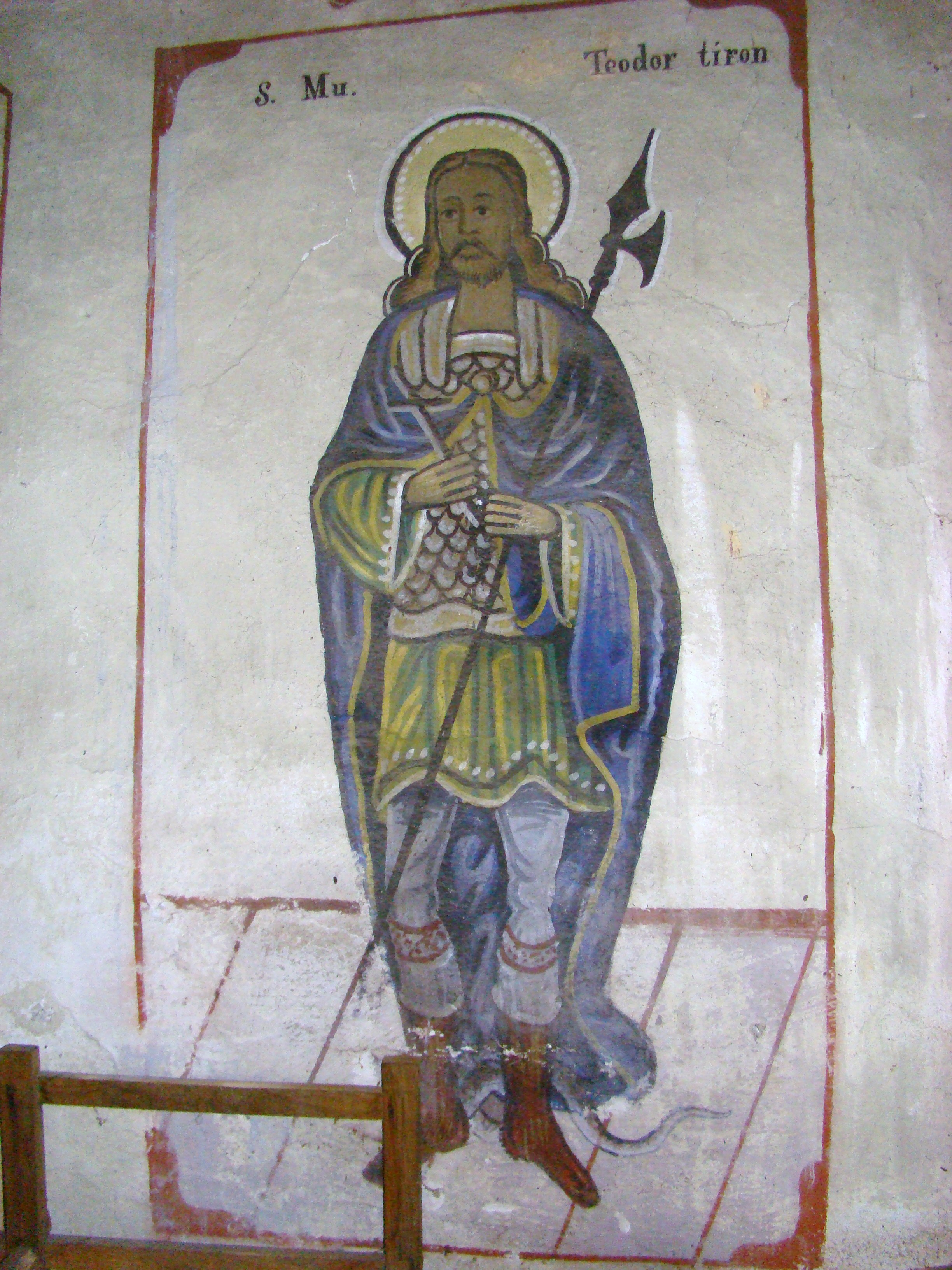
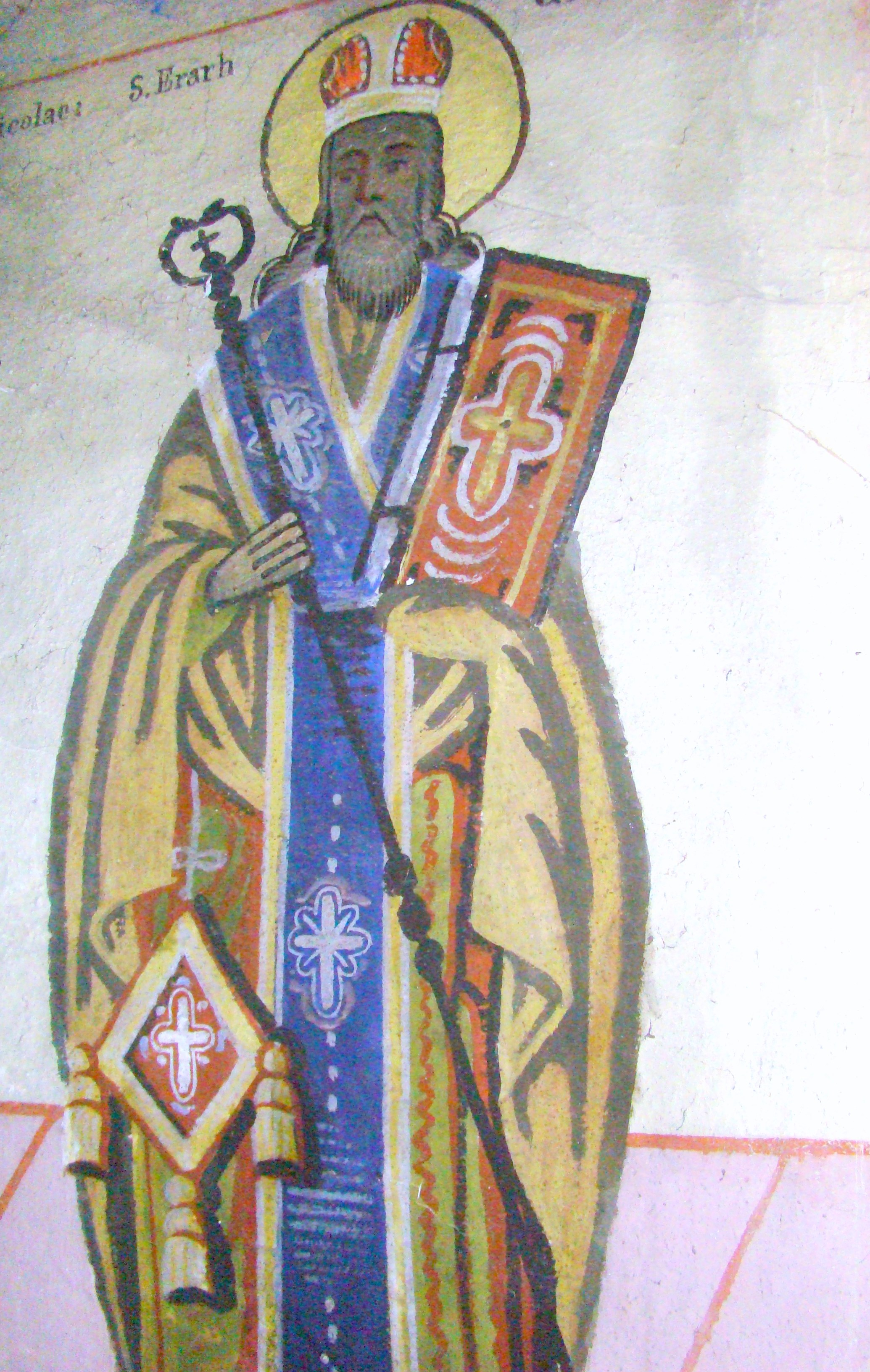
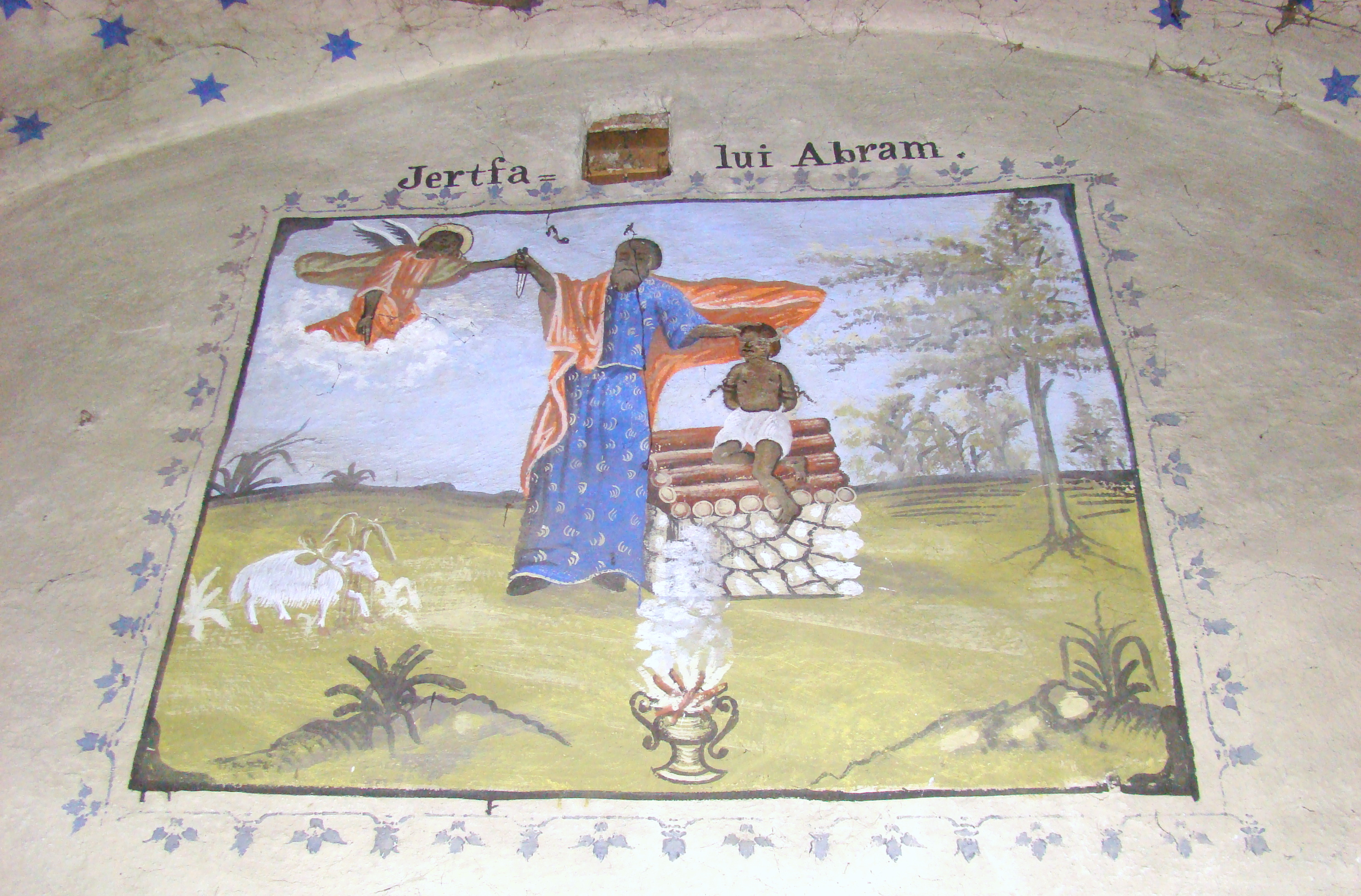
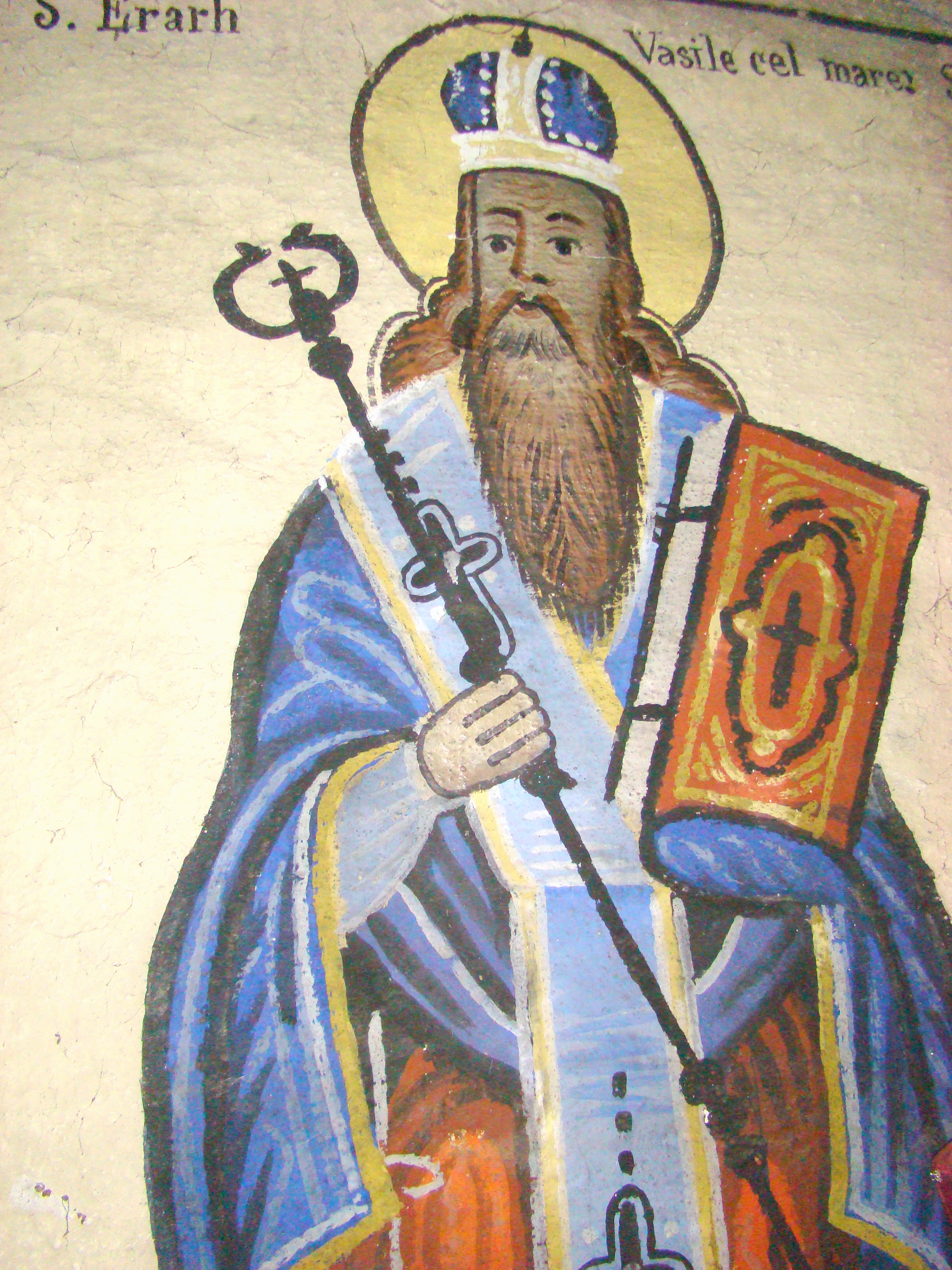
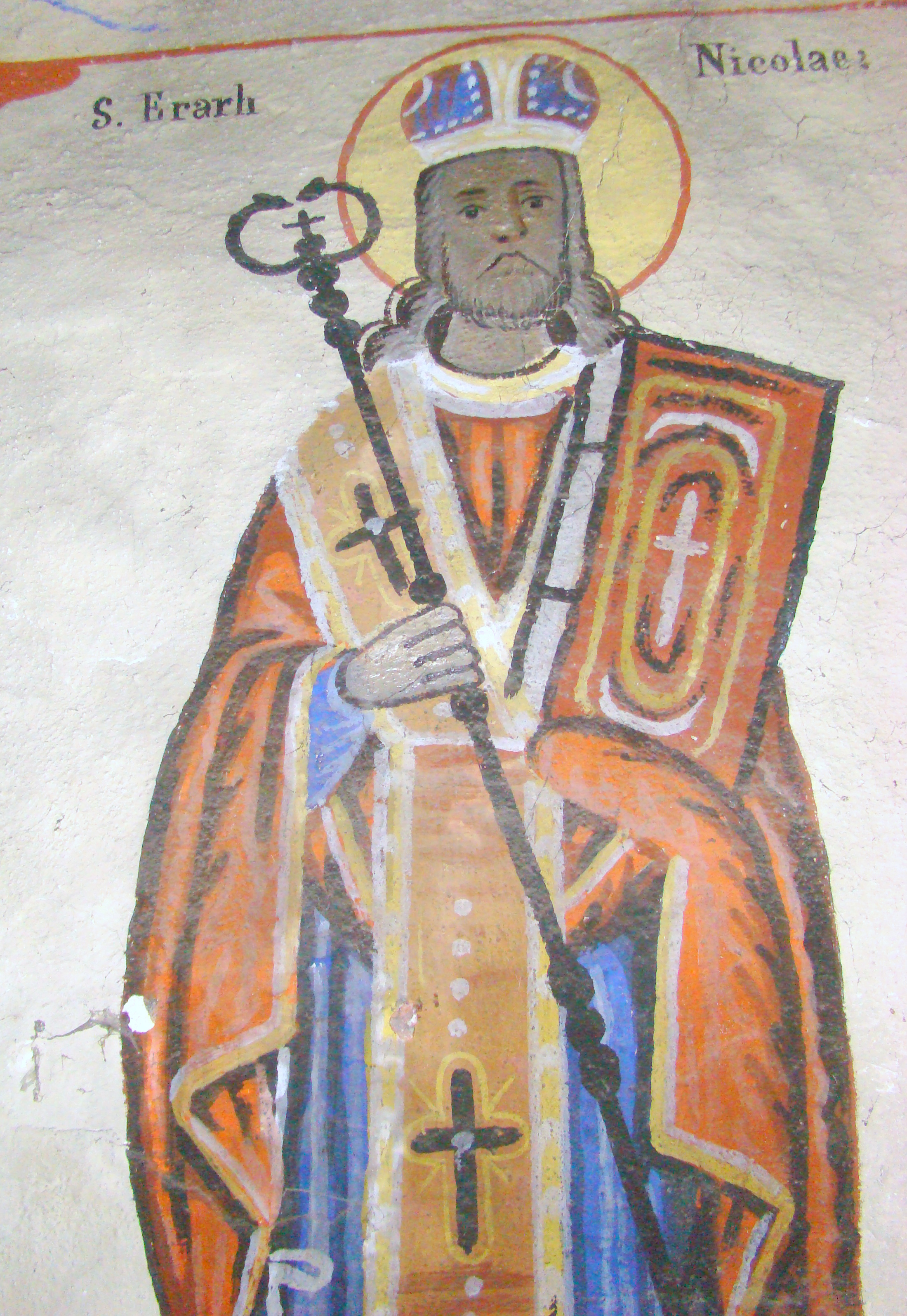
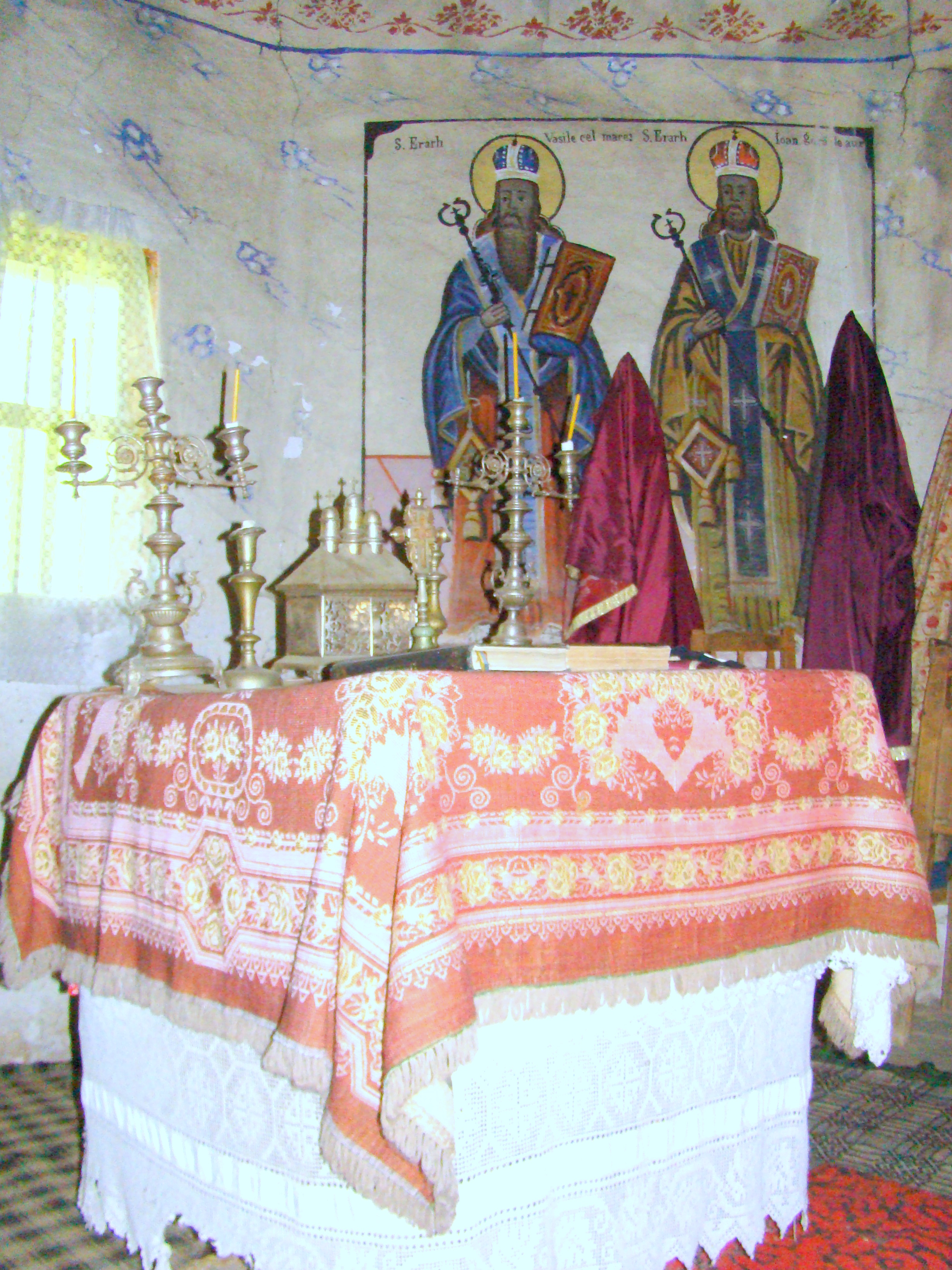